# 上野東京ライン

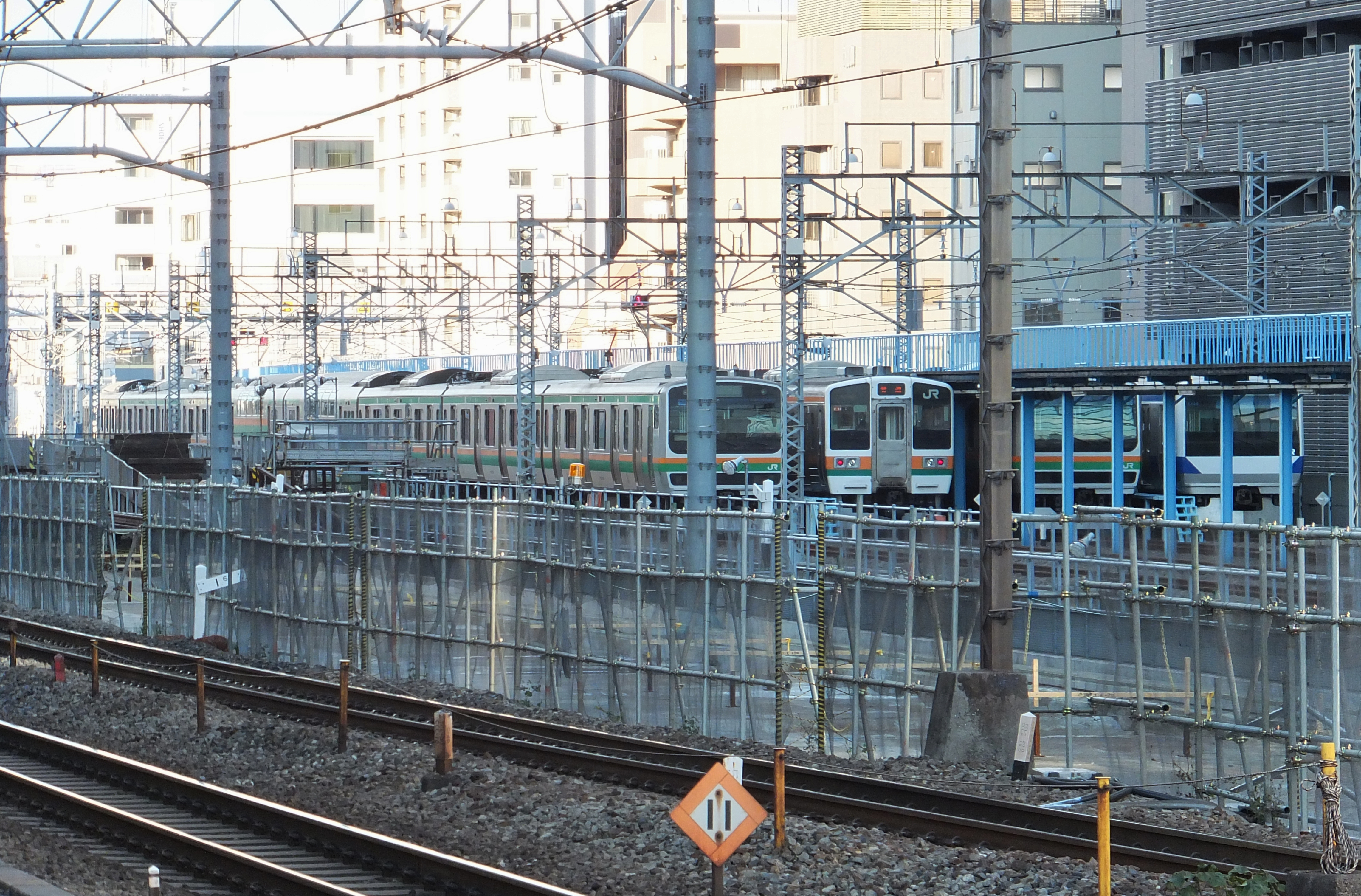
本線敷設前の上野方電留線
（2012年11月15日撮影）

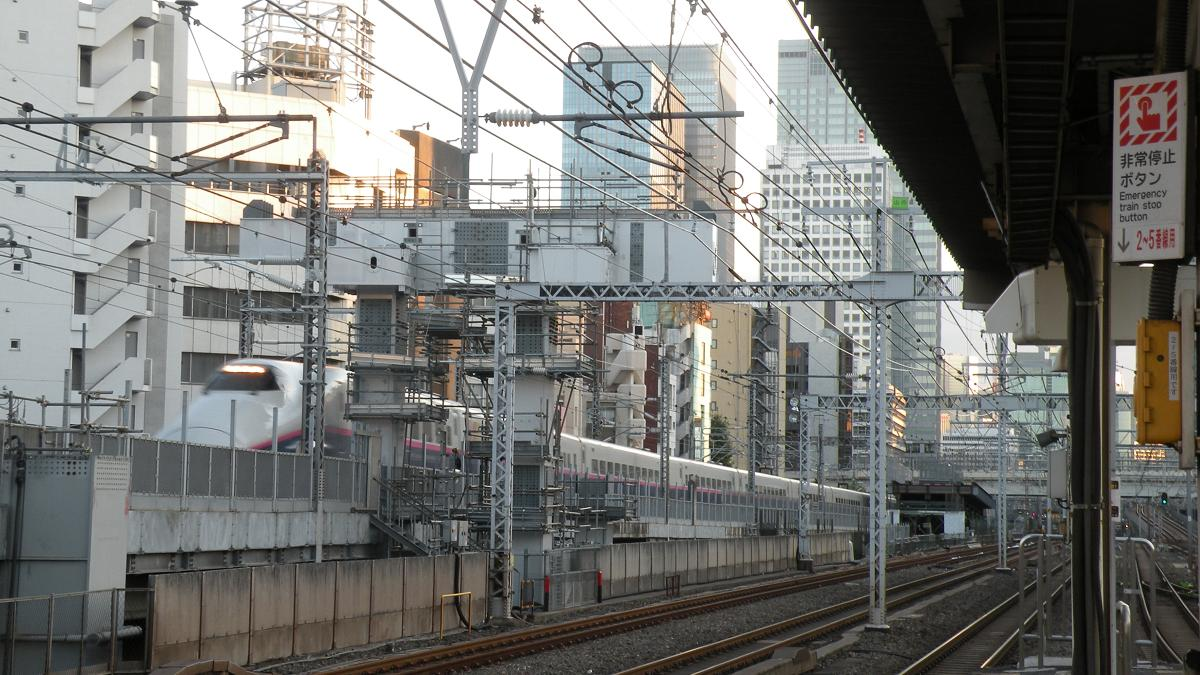
神田駅付近に立ち始めた高架脚（2009年10月11日撮影）。

上野東京ライン（うえのとうきょうライン）は、東京都台東区の上野駅と千代田区の東京駅間を経由し、東北本線（宇都宮線）・高崎線・常磐線と東海道本線（東海道線）を相互直通運転する東日本旅客鉄道（JR東日本）の運行系統名である。東北本線東京駅 - 上野駅間に増設された線路が2015年（平成27年）3月14日に開通し、同時にこれを経由する前記の各線間の直通運転が開始された。
駅ナンバリングで用いられる路線記号は大宮駅 - 上野駅 - 東京駅間（宇都宮線・高崎線・常磐線）がJU、取手駅 - 上野駅間（常磐線）がJJ、東京駅 - 熱海駅 - 伊東駅間（東海道本線・伊東線）がJT。

## 概要
元々、上野駅 - 東京駅間は東北本線列車線が乗り入れており、一部の特急・急行列車や東海道本線の横浜・静岡方面との直通列車も運転されていたが、この区間に建設が決定した東北新幹線の建設用地の確保のため、1973年4月に定期旅客列車の直通運転が中止され、その後も回送列車や団体列車などが使用していたが、1983年に分断された（詳細は後述）。
これを再度敷設することで、上野駅を起点とする東北本線系統の列車（宇都宮線・高崎線・常磐線、以下3線。常磐線は快速電車も含む）を東京駅へ乗り入れさせ、さらに東海道線の品川駅・横浜駅方面へ直通運転させる路線である（常磐線系統は品川駅止まり）。これにより並行する電車線区間の山手線や京浜東北線の混雑率が大幅に緩和され、直通輸送体系の整備によって上野駅・東京駅での乗り換えが不要になることから、都心をまたいで中距離電車を利用する際の所要時間が短縮されるなどの効果により、利便性が大きく向上した。湘南新宿ラインとともに北関東と神奈川県方面を結ぶ役割を持つ。赤羽駅 - 横浜駅間は当路線の方が湘南新宿ラインより直線的なルートを通っているため所要時間が短く、埼玉県方面と神奈川県を移動する利用者は湘南新宿ラインから上野東京ラインの利用に分散されたと考えられる。
路線構造の特徴として、神田駅付近における東北新幹線の真上に建設した高架部分があり、騒音や日照不良に関する沿線周辺への配慮がされている。また、上野駅と東京駅の間に主要駅として秋葉原駅が存在するが、ホームは設置されていない。
この線路の建設計画は東北縦貫線計画（とうほくじゅうかんせんけいかく）と呼ばれており、2008年（平成20年）5月30日に着工した。2013年（平成25年）12月9日にJR東日本はこのルートの愛称を「上野東京ライン」とした。この名称は鉄道路線の営業名としても使用されている。
「上野東京ライン」の愛称が用いられるのは東京駅 - 上野駅間だけではなく、宇都宮線・高崎線・常磐線・東海道線やそれらが直通する路線にまで及ぶ。東京近郊路線図では前橋駅（両毛線）・宇都宮駅（宇都宮線）・高萩駅（常磐線）・成田駅（成田線）・熱海駅（東海道線）・伊東駅（伊東線）までが上野東京ラインとして表記されている。しかし、品川駅 - 上野駅間以外の各駅で「上野東京ライン」と案内されるのは上り列車のみであり、下り列車についてはそれぞれの路線名称で案内がされる。東海道線は東京近郊路線図外の東海旅客鉄道（JR東海）の沼津駅まで直通する列車があるが、JR東海管内では「上野東京ライン」とは公式には案内されない（駅や乗務員によって独自案内することはある）。また、東京近郊路線図に表記されていない常磐線の高萩駅以北でも、高萩駅 - いわき駅間の上り特急停車駅であれば駅構内図などで「上野東京ライン」の表記がみられる。
上野東京ラインは2015年（平成27年）3月14日に行われたダイヤ改正と同時に開業し、43年ぶりに東北本線と東海道本線の列車線が直結した。同日には北陸新幹線の長野駅 - 金沢駅間も開業しており、首都圏における中・長距離の運行体系に大きな変化をもたらすダイヤ改正となった。

## 歴史

### 計画に至るまでの過程
東京駅 - 上野駅間に初めて鉄道の線路が敷かれたのは1925年の東北本線の電車線であるが、これは現在の京浜東北線に相当するものである。
鉄道省時代の1928年4月1日に初めて東北本線の列車線が敷かれ、この列車線が東京駅 - 上野駅間の中距離列車線の始まりとなる。
第二次世界大戦後、東京駅 - 上野駅間の列車線は留置線および回送列車や貨物列車を走らせるための回送線として使われた。1946年7月には連合軍専用列車「Yankee Limited」が初めて同線を直通する列車として設定された。また、1947年の日本国有鉄道（国鉄）発足後は上野駅で折り返していた国電常磐線が1954年 - 1956年の山手線と京浜東北線の分離運転工事期間中に朝夕のみ有楽町駅まで、その後も東北本線・常磐線・高崎線列車が新橋駅まで朝夕に各1往復程度乗り入れていた。後年に「Yankee Limited」の後を引き継いだ急行「十和田」が東京駅へ乗り入れ、特急「ひたち」「つばさ」「ひばり」「はつかり」「やまびこ」「とき」「あさま」、準急「日光」「中禅寺」といった列車に東京駅を発着する列車が設定されていた。準急「湘南日光」や通勤時間帯に設定されていた快速「わたらせ」などは東京駅を越えて東海道本線にまで乗り入れていたほか、両毛線前橋駅から高崎線を経由し東海道本線富士駅までを結ぶ中距離普通電車も1往復運転された。また、お盆や年末の帰省ラッシュ時期には上野駅始発の奥羽・磐越西線方面の夜行列車を品川駅始発とする措置が取られた。その際、山手貨物線経由とともに、荷物・新聞扱いの関係上、東京駅・上野駅経由の列車も運行されていた。さらに帰省時期には名古屋駅発（静岡駅発などの列車もあった）青森駅行き（東北本線経由の列車と常磐線経由の列車の双方があった）の急行「あおもり」など、東京都心を串刺しにする長距離列車も運行されていた。
なお、この戦後からの時代では、東京駅から秋葉原駅山手線・京浜東北線ホーム付近までは2本の線路が敷かれていたものの、東側の線路は東京駅の留置線・引上線として使用されており、西側の線路のみが列車の運行に用いられていた。東側の線路は縦列に4本の列車を留置できるようになっており、境目には両渡り線がそれぞれ設置されていた。秋葉原駅付近で東側の線路が車止めで途切れており、西側の線路のみが敷設されている区間が僅かに存在した。御徒町駅手前からは再び線路が2本となり、この先は両側の線路が列車の運行に用いられていた（上り線には線路が1本となる直前に東京駅の第1場内信号機があったが、ここまでが東京駅構内であった）。秋葉原駅出発信号機の先で貨物駅からの線路と合流し、上野駅場内信号機の先で3線に分岐していた（秋葉原駅 - 上野駅間では複線のさらに東側に両駅の引き上げ線が並行していたが、途中で途切れていた）。このことから多数の列車を走行させるには適しておらず、旅客列車の乗り入れは限定的であり、国鉄社内でも「東京 - 上野回送線」と呼ばれることが多かった。
その後、東北新幹線敷設工事の用地問題や東京駅在来線ホームの縮小により、1973年3月限りで定期列車の東京駅乗り入れが中止となり、帰省時の品川駅始発列車の運行は1975年年末で終了、わずかに残った郵便・荷物・回送・団体列車も1983年1月31日限りで直通運転が廃止され、線路用地を新幹線に転用するために神田駅 - 秋葉原駅間付近で線路が分断された結果、東北本線系統の列車は東京駅に乗り入れできなくなった。残った線路は、上野駅側は御徒町駅付近から貨物駅の使命を終えた秋葉原駅の貨物ホーム付近までを留置線に転用したが、同駅周辺の再開発に伴い貨物ホームは撤去され、新たな留置線が建設された。東京側は東海道本線の列車の折り返し線に転用された。
新幹線は1991年6月20日に東京駅 - 上野駅間が開業したが、旧回送線線路用地を利用した区間は橋脚をさらに上空に継ぎ足せる構造で建設された。同区間には東北・山形（1992年7月1日 - ）・秋田（1997年3月22日 - ）・上越・北陸（同10月1日 - ）の各新幹線が東京駅に乗り入れている。
新幹線開通後も山手線と京浜東北線と並行する東京駅 - 上野駅間には、中・長距離列車が運行されない期間がしばらく続いたが、これら路線を国鉄から継承して運行するJR東日本自身にとって乗り入れは悲願であった。
東北縦貫線の計画自体は1970年代の東北新幹線の計画と同時にあったが、国鉄分割民営化後具体化されたのは、1993年2月にJR東日本が山手線・京浜東北線の秋葉原駅 - 上野駅間や上野駅の混雑緩和のため常磐・東北・高崎線の各線の運転区間を東京駅まで延長して東海道本線と相互乗り入れする検討である。この計画では、上野駅の留置線として使われている秋葉原駅 - 上野駅間の工事を先行し、まず常磐線の電車を秋葉原駅まで延長するという計画であった。この計画の背景は常磐新線（後のつくばエクスプレス）の開業による常磐線の旅客の逸走を防ぐためであった。さらにその後、秋葉原駅から東京駅まで東北新幹線の2階部分に複線を建設して、東北本線・高崎線・常磐線のいずれかを東海道線に乗り入れるとした。これに対して、神田地区の沿線から強い反対運動がおこり、計画が一向に進まなかった。この時点では、1997年に着工して10年程度で完成するという見通しであった。これは朝日新聞にも取り上げられていた。
その後、1999年当時の運輸省による「都市整備調査」によって、東京 - 秋葉原間が230億円、上野駅構内が70億円の合計300億円に加え、秋葉原駅構内工事費として、駅を設置する場合が120億円、駅を設置しない場合が30億円とされた。
宇都宮線・高崎線の中距離電車の東京駅乗り入れを要望していた埼玉県もこの調査結果に注視するようになった。
調査結果を踏まえ、2000年の運輸政策審議会答申第18号において「2015年までに開業することが適当である路線」に指定された。
この指定を受け、JR東日本は本格的な検討を開始、2002年3月27日に2009年度末完成目標とする東京駅 - 秋葉原駅間の東北列車線建設工事計画を発表した。これは旧・東北列車線を撤去して建設した東北新幹線の高架左右に確保されている高々架橋支柱設置スペースを利用して、さらに上層部に新・東北列車線を直上高架で建設する計画であった。コスト面や旅客流動予測から、上野駅 - 東京駅間に途中駅は設置しないことも決定した。
費用は調査時と同額の300億円と発表（後述の通り、後に400億円に訂正）。費用は全額JR東日本が自己資金で担うとした。

### 計画の遅れと変更
反対意見者の訴訟があり、本格着工が大幅に遅れ、2004年度中に環境アセスメントを終了する予定としていた当初の計画が大幅に遅延し、2009年度末完成予定も延期される。アセスメントは2007年9月に「満足する」、一部に「概ね満足する」とする評価書が提出されている。
2008年3月26日、JR東日本は同年5月より工事に着手し2013年度に完成を予定していることを発表し、3月31日に「グループ経営ビジョン2020 - 挑む -」と称した方針の中で計画を実行に移すことを改めて表明している。同年5月30日に起工式が執り行われた。報道によれば、事業費は当初より100億円増加で400億円の見込みとされる。
工事にあたって、神田 - 東京間の新幹線との重層部は架設機を新幹線の直上に設置するとともに、新幹線終電後に東京駅新幹線ホーム南側「南部ヤード部」に待機していたクレーン車が新幹線線路を利用して工事現場に移動して始発までの時間帯に工事が行われた。この際、架線切断などの事故の際に上野折り返しでの運転を行うための要員等が準備されていた。
東北地方太平洋沖地震（東日本大震災）の影響などにより、JR東日本は2012年4月12日に工事計画を一部変更して2014年度開業を目指すこと、2013年12月には2015年3月の開業を発表。2度の延期を経て、運輸政策審議会答申第18号で提示された目標年次間近の2015年3月14日に開業を果たした。

### 年表
- 2008年（平成20年）5月30日：着工。
- 2013年（平成25年）12月9日：愛称を「上野東京ライン」に決定。
- 2014年（平成26年）
  - 6月4日：レール締結式実施[新聞 5]。
  - 7月12日：一般公開実施。
  - 7月29日：試運転開始[新聞 6]。
  - 8月1日：乗務員訓練運転開始[18]。
  - 10月30日：直通運転の概要が発表される。
  - 12月19日：開業時の運行形態が発表される。
- 2015年（平成27年）3月14日：開業[2]。

## 運行形態

運転系統図

運行系統としては、宇都宮線・高崎線 - 東海道線の系統と常磐線 - 品川駅の系統が設定されており、それぞれの系統に普通列車のほか、後述の快速列車などおよび特急列車（常磐線のみ）も設定されている。上野駅 - 品川駅間は東京駅・新橋駅に停車する（特急列車は新橋駅を通過）。なお、上野駅と東京駅の間に主要駅として秋葉原駅が存在するが、ホームがないため全列車が通過する。
東京発宇都宮線・高崎線方面行き（北行）や宇都宮線・高崎線方面発品川行き（南行）、上野駅発着東海道線方面の列車も運転されている。上野駅発着の宇都宮線・高崎線方面の列車は上野東京ライン運行時間帯も主に「地平ホーム」発着で運転されている。東京駅発着の東海道線方面の列車は早朝・深夜のみ運転されている。また、京浜東北線と並走する大宮駅 - 横浜駅間、山手線と並走する日暮里駅 - 品川駅間では、京浜東北線・山手線に対して主要駅にしか停車しない上野東京ラインの列車が快速列車の役割を果たしている。 
常磐線は上野駅発着列車の方が多く、品川駅発着列車は、特急列車の大半のほかは特別快速や中距離列車のみで、取手駅・成田駅までの快速電車は少ない。
なお、湘南新宿ラインとは異なり、横須賀線への直通運転は設定されていないが、一部の臨時特急や快速列車は品川駅 - 大船駅間で同線（品川駅 - 鶴見駅間は東海道本線支線〈品鶴線〉、鶴見駅 - 大船駅間は東海道線と複々線で並行する東海道本線の横須賀線電車用線路）を経由する場合もある（臨時快速「ぶらり横浜・鎌倉号」の戸塚駅 - 大船駅間、臨時特急草津・四万の品川駅 - 大船駅間）。
開業以降、臨時特急列車は東京駅・上野駅をどの列車も停車していたが、2022年秋に運転された臨時特急「海浜公園コキア大船号」（勝田駅 - 大船駅間）は両駅を通過するダイヤを組んだ（上野駅は運転停車）。また2023年のゴールデンウィークに運転された特急「あしかが大藤まつり号」も両駅を通過した。両駅を通過する臨時列車は1970年前半のお盆期間に運転された急行「あおもり」（名古屋発および静岡発青森行き）以来の設定でである。前者の常磐線 - 東海道線直通の臨時特急列車は以後も上野駅・東京駅を通過するが、後者は翌2024年の運行から両駅の停車が復活している。

### 宇都宮線・高崎線 - 東海道線
直通範囲は湘南新宿ラインよりも広く、宇都宮線側の大半は宇都宮駅まで、高崎線側の大半は高崎駅まで、一部は上越線新前橋駅経由で両毛線前橋駅まで、東海道線側の大半は熱海駅まで（湘南新宿ラインは小田原駅まで）、一部は伊東線伊東駅や東海旅客鉄道（JR東海）管内沼津駅まで直通する。元々は宇都宮線側は最遠で黒磯駅まで直通していたが、2022年3月のダイヤ改正での宇都宮駅 - 黒磯駅間のワンマン運転化に伴い同区間への乗り入れが廃止され、路線図からも宇都宮駅 - 黒磯駅間は上野東京ラインから除外された。

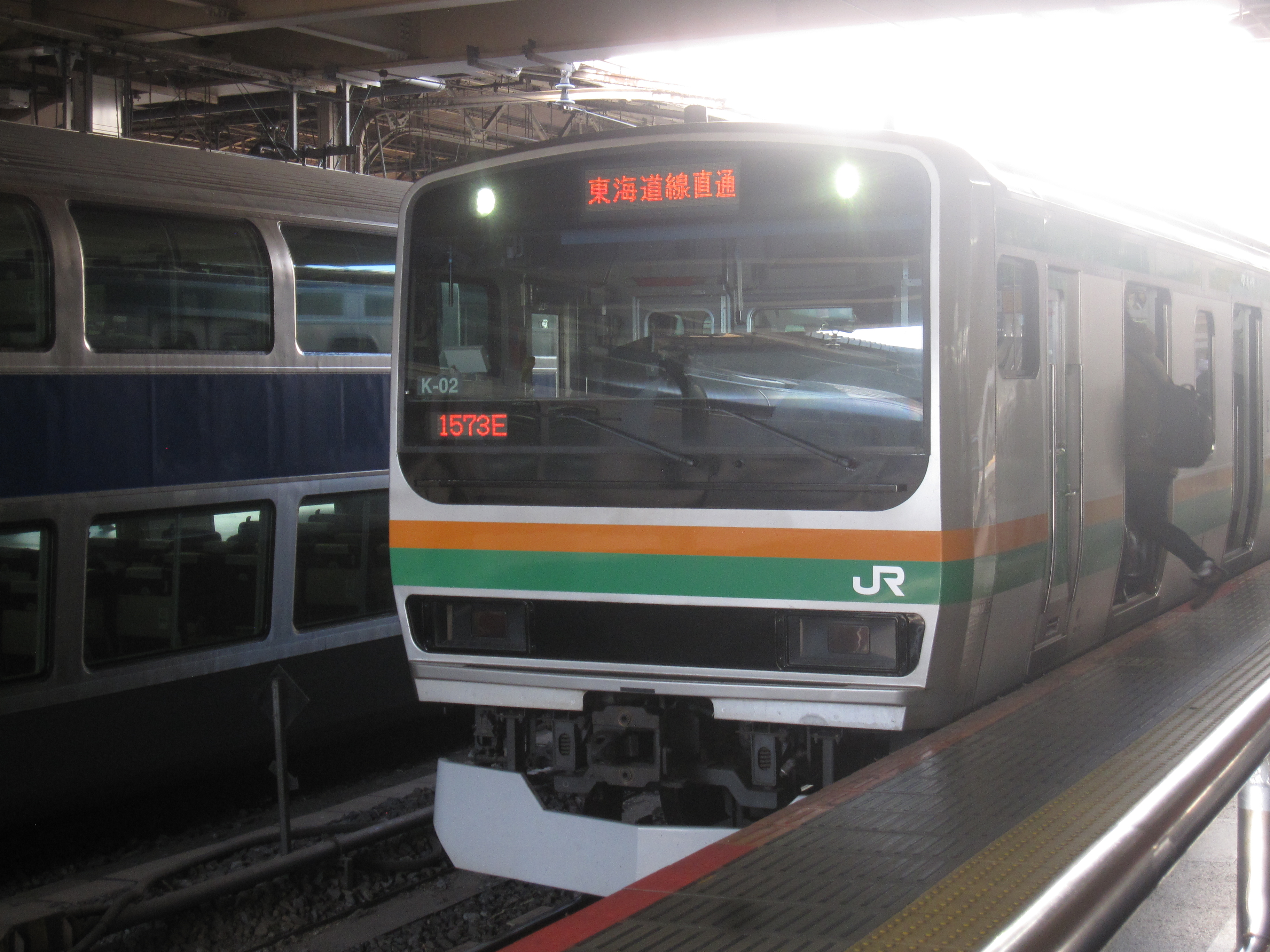
東海道線直通列車として運転されるE231系電車

大半は15両編成で運転されるが、一部の列車は10両編成で運転されている。15両編成での最長運転列車は、宇都宮線系統が宇都宮駅 - 熱海駅間（および熱海駅で増解結を行う沼津駅・伊東駅発着）の列車、高崎線系統が休日朝に存在する深谷発熱海行きとなっている。
宇都宮線・高崎線と東海道線との間で、ほぼ終日にわたり相互直通運転を行っている。朝ラッシュ時は、南行は宇都宮線 - 東海道線系統と高崎線 - 東海道線系統の列車がそれぞれ5本ずつ直通する。北行は東海道線から宇都宮線・高崎線へ直通する列車と、上野行きがほぼ半数ずつとなる。
日中は、宇都宮線 - 東海道線系統と高崎線 - 東海道線系統の列車がそれぞれ1時間あたり3本ずつ直通し、2つの系統を合わせて宇都宮線・高崎線大宮駅 - 東海道線平塚駅間では1時間に6本となり、全列車が各駅に停車する大宮駅 - 東海道線藤沢駅間では約10分間隔での運転が基本となる。大宮駅以南では全列車が上野東京ラインか湘南新宿ラインのどちらかを経由して東海道線または横須賀線に直通する。
夕ラッシュ時以降は、宇都宮線 - 東海道線系統・高崎線 - 東海道線系統とも1時間に3 - 4本の運転であり、これらを合わせた運転間隔は5 - 12分と不定。南行は上野発の系統が1時間に1本設定されている時間帯がある。
北行・南行とも東京駅23時頃発の列車が直通する最終で、それ以降の宇都宮線・高崎線は上野発着、東海道線は東京発着・品川行き（北行）となる。また宇都宮線や高崎線には、東京駅を始発駅とする列車が朝と夜の時間帯に数本あり、東京駅が終点となる列車は高崎線からの1本のみ深夜帯にある。東海道線は朝ラッシュ時の上り列車に上野行きが設定されている。平日の夕方以降に数本、土休日の9・18・23時台にそれぞれ1本（計3本）、上野駅を始発とする東海道線直通列車も設定されている。
上野駅 - 東京駅間ではグリーンアテンダント（グリーン車乗務員）が乗務していない（東海道線から宇都宮線・高崎線方面への直通の場合は東京駅で東海道線担当のグリーンアテンダントが降車し、上野駅で宇都宮線・高崎線担当のグリーンアテンダントが乗車する。逆も同様）。なお、宇都宮線・高崎線からの品川行きには、上野駅 - 品川駅間でグリーンアテンダントが乗務しない。ちなみに、日中の列車では上野駅 - 東京駅間でグリーン車に清掃員が乗車してゴミの有無などを見回りしている。沼津駅発着の列車では、JR東海区間でグリーンアテンダントが乗務していない（グリーン車Suicaシステムも非対応、上野東京ライン以外の東海道線列車と同様）。

#### 列車種別
朝の北行に限り、東海道線内を普通として運行し、東京駅にて宇都宮線快速「ラビット」または高崎線快速「アーバン」に種別変更する直通列車が設定されている。なお、湘南新宿ライン特別快速（東海道線・高崎線内快速運転）のように両線区を跨がって快速運転する列車は運行されていない。また、2021年3月13日のダイヤ改正より、快速「アクティー」は上野東京ラインとしては設定されなくなり、東京駅を始発駅とするようになった（その後全廃）。なお、夜間においての宇都宮線「ラビット」、高崎線「アーバン」は当初より上野東京ラインとしては運行されていない。
宇都宮線 - 東海道線系統
- 普通（全区間普通）

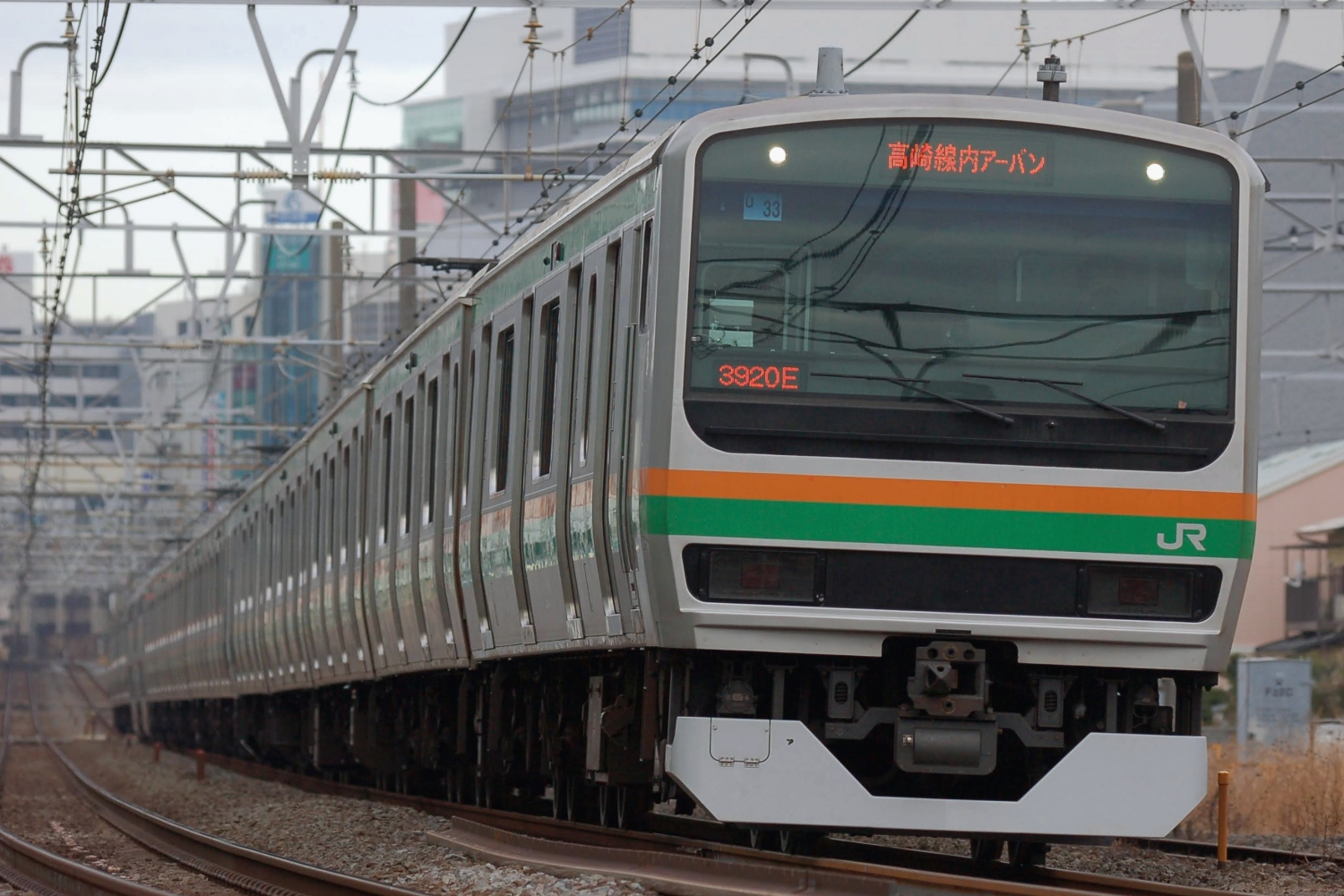
高崎線快速「アーバン」に種別変更する直通列車（藤沢駅 - 大船駅間）

- 快速「ラビット」（東海道線：普通→宇都宮線：快速「ラビット」）

高崎線 - 東海道線系統
- 普通（全区間普通）
- 快速「アーバン」（東海道線：普通→高崎線：快速「アーバン」）

#### 列車番号
宇都宮線および高崎線系統の列車番号は以下のように付与されている。
上から1桁目
- 全区間普通列車：1
- 宇都宮線内快速「ラビット」、高崎線内快速「アーバン」のいずれかに該当する列車：3

上から2桁目
- 宇都宮線系統：5、6
- 高崎線系統：8、9

なお、東海道線横浜方面からの上野止まりの列車はこのあとの回送先で宇都宮線系統か高崎線系統かが決まる（例：平日1540E〈平塚発上野行き、小金井に回送〉、平日1836E〈二宮発上野行き、籠原に回送〉）。
下2桁は、南行が21からの奇数、北行が20からの偶数が付与される。
末尾のアルファベットは「E」。ただし、東海道線・宇都宮線・高崎線内完結列車と上野東京ライン直通列車熱海駅 - 沼津駅間（JR東海管轄区間）の末尾は「M」。東海道線内完結列車および上野東京ラインとして運行する列車と、宇都宮線・高崎線内完結列車との間で、列車番号の奇数・偶数が逆転している。これは前者が東海道線の上下方向に、後者が上野駅を基準とした宇都宮線・高崎線の上下方向に列車番号を合わせているためである。

### 常磐線
本項では、常磐線内での方向に合わせ、品川行きを「上り」、品川発を「下り」と記述する。
快速電車・中距離列車の一部および特急列車の大半が常磐線からの片乗り入れで品川駅発着となっている。宇都宮線・高崎線に比べると、上野駅発着も数多く存続している。常磐線では東京駅を始発・終着とする列車は存在しない。また、特急列車は新橋駅には停車しない。
6 - 7 時台は特急「ひたち1号」「ときわ51号」が品川発で設定されているほか、中距離列車2本が品川駅発着となっている。
平日朝ラッシュ時（東京駅8時台）は、上りの快速電車5本（取手発3本、成田発2本）と中距離列車3本が品川行きとして運転される。折り返しの品川発電車は運転されない。土休日の同時間帯は、成田発の快速電車2本・中距離列車2本が品川行きで、折り返しの品川発は中距離列車の一部が運転される。また「ときわ53号」「ひたち5号」も品川発となる。
9時台からは上り特急と中距離列車の品川駅発着列車の運行が始まり、上野駅9時台着以降の上り（金曜運転の「ときわ96号」を除く）と、10時台以降の下り正時（00分）・30分発の特急「ひたち」「ときわ」は全列車が品川駅発着で運転される。日中は中距離列車が品川駅発着で1時間に3本運転されており、多くが土浦駅発着である。
17時台からは快速電車も一部が品川駅発着で運転されるようになり、中距離列車と合わせて1時間に4本（各2本）が品川駅発着で運転される。下りは多少の時間差はあるものの、22時台まで（品川駅基準で）「快速電車、ときわ、中距離列車、快速電車、ひたち（21・22時台はときわ）、中距離列車」というパターンになっている。
品川駅発着の最終電車は、宇都宮線・高崎線 - 東海道線と同じく北行が東京駅23時頃であるが、その折り返しとなる南行はそれより早く終了する。
このほかにも臨時列車や団体列車が設定されている。

#### 列車種別
- 特急（「ひたち」「ときわ」）
- 特別快速（全区間特別快速。品川行きは、開業時点の2015年3月には上野駅から「普通」と案内されていたが、2019年12月時点では東京駅から「普通」と案内されている。変更日時は不詳）
- 快速（取手駅 - 品川駅間快速。ただし、成田駅発着列車は成田線成田駅 - 我孫子駅間普通）
- 普通（全区間普通。ただし、上りは取手駅 → 日暮里駅間、下りは品川駅 → 天王台駅間は「快速」と案内）

※列車番号は、特急列車と普通列車が末尾「M」で偶数が上野・品川行き、奇数が土浦・水戸・勝田方面。快速が末尾「H」で偶数が上野・品川行き、奇数が松戸・取手・成田方面（成田線内は末尾「M」）となっている。品川発着の中距離列車は上2桁が11 - 12（特別快速は31 - 32）、上野・我孫子発着は*3 - *4（千の位は、なしが水戸以北発着、2が土浦発着）で、下2桁は両者通しでつけられている。

### 運行本数
設定されている定期列車の運行本数（2025年3月15日現在）は以下の通り。
| 路線名                  | 路線名     | 東北本線  | 東北本線 | 東北本線 | 東北本線 | 東北本線   | 東北本線   | 東北本線 | 東北本線 | 東北本線 | 東北本線 | 東北本線 | 東海道線 | 東海道線 | 東海道線 | 東海道線 | 東海道線  |  |
| 種別＼駅名              | 種別＼駅名 | …         | 大宮     | 大宮     | …        | （日暮里） | （日暮里） | …        | 上野     | 上野     | …        | 東京     | 東京     | …        | 品川     | 品川     | …         |  |
| ----------------------- | ---------- | --------- | -------- | -------- | -------- | ---------- | ---------- | -------- | -------- | -------- | -------- | -------- | -------- | -------- | -------- | -------- | --------- |  |
| 東海道線 （東京駅発着） | 特急       |           |          |          |          |            |            |          |          |          |          |          | 0-2本    | 0-2本    | 0-2本    | 0-2本    | →東海道線 |  |
| 東海道線・宇都宮線直通  | 普通       | ←宇都宮線 | 3本      | 3本      | 3本      | 3本        | 3本        | 3本      | 3本      | 3本      | 3本      | 3本      | 3本      | 3本      | 3本      | 3本      | →東海道線 |  |
| 東海道線・高崎線直通    | 普通       | ←高崎線   | 3本      | 3本      | 3本      | 3本        | 3本        | 3本      | 3本      | 3本      | 3本      | 3本      | 3本      | 3本      | 3本      | 3本      | →東海道線 |  |
| 高崎線 （上野駅発着）   | 特急       | ←高崎線   | 0-1本    | 0-1本    | 0-1本    | 0-1本      | 0-1本      | 0-1本    | 0-1本    |          |          |          |          |          |          |          |           |  |
| 高崎線 （上野駅発着）   | 普通       | ←高崎線   | 0-1本    | 0-1本    | 0-1本    | 0-1本      | 0-1本      | 0-1本    | 0-1本    |          |          |          |          |          |          |          |           |  |
| 常磐線 （品川駅発着）   | 特急       | ←常磐線   | ←常磐線  | ←常磐線  | ←常磐線  | 2本        | 2本        | 2本      | 2本      | 2本      | 2本      | 2本      | 2本      | 2本      | 2本      |          |           |  |
| 常磐線 （品川駅発着）   | 特別快速   | ←常磐線   | ←常磐線  | ←常磐線  | ←常磐線  | 0-1本      | 0-1本      | 0-1本    | 0-1本    | 0-1本    | 0-1本    | 0-1本    | 0-1本    | 0-1本    | 0-1本    |          |           |  |
| 常磐線 （品川駅発着）   | 普通       | ←常磐線   | ←常磐線  | ←常磐線  | ←常磐線  | 3本        | 3本        | 3本      | 3本      | 3本      | 3本      | 3本      | 3本      | 3本      | 3本      |          |           |  |
| 常磐線 （上野駅発着）   | 快速       | ←常磐線   | ←常磐線  | ←常磐線  | ←常磐線  | 3本        | 3本        | 3本      | 3本      |          |          |          |          |          |          |          |           |  |

## ダイヤ変遷
- 2015年
  - 3月14日：新規開業時のダイヤを設定。平日南行177本、北行184本。休日南行174本、休日北行176本。
- 2016年
  - 3月26日：運行形態・本数・行先に変更なし。一部列車の時刻の修正および、東海道線→宇都宮線北行朝1本、東海道線→高崎線北行午前1本、夕方1本の合計3本が10両編成より15両編成へ変更（日中の一部列車が15両編成から10両編成に変更）。
- 2017年
  - 3月4日：運行形態・本数・行先に変更なし。品川発→常磐線北行の大多数列車の運転時分短縮。東海道線・宇都宮線・高崎線系統の一部列車を10両編成から15両編成に変更（日中の一部列車が15両編成から10両編成に変更）。
  - 10月14日：常磐線直通列車を増発し、中距離列車と特急「ときわ」の乗り入れをデータイムのみからほぼ終日に拡大（2017年7月7日発表[報道 6]）。
東海道線・宇都宮線・高崎線系統の一部列車を10両編成から15両編成に変更。
高崎線→東海道線の朝通勤時間帯の2本の列車をそれぞれ品川行きから大船行きへ、小田原行きから品川行きへと変更（上野東京ラインとして初の大船行きの設定）
- 2020年
  - 3月14日：常磐線全線再開に伴い、品川発着の特急「ひたち」のうち、2.5往復が仙台まで運行区間を拡大する。
- 2021年
  - 3月13日：各路線における終電時刻見直しに伴うダイヤ改正にて、運行時間帯が深夜帯に拡大（宇都宮・高崎線 - 東京駅間のみ、上野東京ラインの定期ダイヤとして初の東京行きの設定も登場。また、この結果、「宇都宮線」としての下り最終列車、「高崎線」としての下りで高崎駅まで行く最終列車が上野始発から東京始発の上野東京ラインに切り替えられた）[報道 7]。
    - 日中時間帯の宇都宮・高崎線（湘南新宿ライン除く）が全て上野東京ライン化（上野駅折り返しの削減によるもので、上野東京ラインの日中本数は変わらない）、それに伴う運行間隔の見直しにより、大宮駅 - 東京駅 - 東海道線間が宇都宮線系統・高崎線系統交互運行となる。
    - 快速アクティーの上野駅及び宇都宮線への直通廃止[注釈 20]
    - 一部列車の運行区間を見直し（高崎線側の籠原駅発着から高崎駅発着への延長、東海道線側の小田原駅発着と熱海駅発着の列車入れ換えなど）
- 2022年
  - 3月12日：日中の常磐線直通列車増加（毎時2本→3本）、2017年以来の10両編成の運用および夕方時間帯の高萩行の復活、土休日の特急「ひたち」・「ときわ」定期列車が全て品川駅発着となる。一方、常磐線特別快速の本数が削減。また、宇都宮線 宇都宮駅 - 黒磯駅間でのE131系による全列車ワンマン運転に伴い、宇都宮線直通系統は宇都宮駅までの運行に短縮され、上野東京ラインのうちで最も運行距離が長い黒磯駅 - 熱海駅間の普通列車も運行区間が短縮。朝の東海道線上り上野行きの一部を削減。その他一部時刻変更。
- 2023年
  - 3月18日：夜間の上野始発東海道線直通を1本追加（東京始発東海道線快速アクティーを転換）[20]。下り特急「ひたち」1本を品川始発に変更し、全ての定期運行「ひたち」が品川駅発着となる[21]。高崎線経由・両毛線直通（前橋駅発着）の一部を両毛線直通取りやめ高崎駅発着に変更[22]。
- 2024年
  - 3月16日：夕方の仙台駅着の特急「ひたち」を1時間繰り下げ。前橋駅 - 沼津駅間の南行1本が7年ぶりに復活し、上野東京ラインのうちで最も運行距離が長い列車となる同時に、JR東日本管内全体でも運行距離最長の普通列車となる[23][24]。
- 2025年
  - 3月15日：常磐線の全定期特急列車が品川発着となり上野東京ライン化[25]。

## 駅一覧
ここでは湘南新宿ラインとの対比のため、事実上の上野東京ライン専用線となっている大宮 - 大船間を通して記述する。なお、走行線路上にホームが存在する駅のみ記載している。
- 駅名欄
  - 特定都区市内制度適用範囲の駅 … 山：東京山手線内、区：東京都区内、浜：横浜市内
- 停車駅
  - 快速ラビット/アーバン…▲：全列車停車（下り列車のみ運行）、↑：通過（下り列車のみ運行）。
  - 普通…下記の全駅に停車。
- 接続路線・備考
  - 東日本旅客鉄道の路線名は運転系統上の名称。駅名が異なる場合は⇒印で駅名を記す。

| 正式路線名   | 駅番号       | 駅名              | 営業キロ     | 営業キロ     | 快速ラビット／アーバン | 接続路線・備考 | 所在地 | 所在地 | 所在地 |
| 正式路線名   | 駅番号       | 駅名              | 駅間         | 東京 から    | 快速ラビット／アーバン | 接続路線・備考 | 所在地 | 所在地 | 所在地 |
| ------------ | ------------ | ----------------- | ------------ | ------------ | --- | --- | --- | --- | --- |
| 直通運転区間 | 直通運転区間 | 直通運転区間      | 直通運転区間 | 直通運転区間 | 大宮駅から： ■ 宇都宮線（東北本線） 宇都宮駅まで、 ■ 高崎線 高崎駅・■ 上越線 新前橋駅経由■ 両毛線 前橋駅まで直通運転 | 大宮駅から： ■ 宇都宮線（東北本線） 宇都宮駅まで、 ■ 高崎線 高崎駅・■ 上越線 新前橋駅経由■ 両毛線 前橋駅まで直通運転 | 大宮駅から： ■ 宇都宮線（東北本線） 宇都宮駅まで、 ■ 高崎線 高崎駅・■ 上越線 新前橋駅経由■ 両毛線 前橋駅まで直通運転 | 大宮駅から： ■ 宇都宮線（東北本線） 宇都宮駅まで、 ■ 高崎線 高崎駅・■ 上越線 新前橋駅経由■ 両毛線 前橋駅まで直通運転 | 大宮駅から： ■ 宇都宮線（東北本線） 宇都宮駅まで、 ■ 高崎線 高崎駅・■ 上越線 新前橋駅経由■ 両毛線 前橋駅まで直通運転 |
| 東北本線     | JU 07        | 大宮駅            | -            | 30.5 [30.3]  | ▲ | 東日本旅客鉄道： 東北・山形・秋田・北海道・上越・北陸新幹線・ 京浜東北線 (JK 47)・ 湘南新宿ライン (JS 24)・ 埼京線 (JA 26)・■川越線 東武鉄道： 野田線（東武アーバンパークライン） (TD-01) 埼玉新都市交通： 伊奈線（ニューシャトル）(NS01)                             | 埼玉県さいたま市 | 埼玉県さいたま市 | 大宮区 |
| 東北本線     | JU 06        | さいたま新都心駅  | 1.6          | 28.9 [28.7]  | ↑ | 東日本旅客鉄道： 京浜東北線 (JK 46) | 埼玉県さいたま市 | 埼玉県さいたま市 | 大宮区 |
| 東北本線     | JU 05        | 浦和駅            | 4.5          | 24.4 [24.2]  | ▲ | 東日本旅客鉄道： 京浜東北線 (JK 43)・ 湘南新宿ライン (JS 23) | 埼玉県さいたま市 | 埼玉県さいたま市 | 浦和区 |
| 東北本線     | JU 04        | 赤羽駅 区         | 11.0         | 13.4 [13.2]  | ▲ | 東日本旅客鉄道： 京浜東北線 (JK 38)・ 湘南新宿ライン (JS 22)・ 埼京線 (JA 15) | 東京都 | 北区 | 北区 |
| 東北本線     | JU 03        | 尾久駅 区         | 5.0          | 8.4          | ↑ | | 東京都 | 北区 | 北区 |
| 東北本線     |              | （日暮里駅 山区） | 2.6          | 5.8          | ↑ | 宇都宮線・高崎線系統は通過。 | 東京都 | 荒川区 | 荒川区 |
| 東北本線     | JU 02        | 上野駅 山区       | 4.8          | 3.6          | ▲ | 東日本旅客鉄道： 東北・山形・秋田・北海道・上越・北陸新幹線・ 山手線 (JY 05)・ 京浜東北線 (JK 30)・ 常磐線（快速）(JJ 01) 東京地下鉄： 銀座線 (G-16)・ 日比谷線 (H-18) 京成電鉄： 本線⇒京成上野駅 (KS01)                                                              | 東京都 | 台東区 | 台東区 |
| 東北本線     | JU 01 JT 01  | 東京駅 山区       | 3.6          | 0.0          | ▲ | 東日本旅客鉄道： 東北・山形・秋田・北海道・上越・北陸新幹線・ 山手線 (JY 01)・ 京浜東北線 (JK 26)・ 中央線 (JC 01)・ 横須賀線・総武線（快速） (JO 19)・ 京葉線 (JE 01)・ 東海旅客鉄道： 東海道新幹線 東京地下鉄： 丸ノ内線 (M-17) 東京地下鉄： 東西線⇒大手町駅 (T-09) | 東京都 | 千代田区 | 千代田区 |
| 東海道本線   | JU 01 JT 01  | 東京駅 山区       | 3.6          | 0.0          | ▲ | 東日本旅客鉄道： 東北・山形・秋田・北海道・上越・北陸新幹線・ 山手線 (JY 01)・ 京浜東北線 (JK 26)・ 中央線 (JC 01)・ 横須賀線・総武線（快速） (JO 19)・ 京葉線 (JE 01)・ 東海旅客鉄道： 東海道新幹線 東京地下鉄： 丸ノ内線 (M-17) 東京地下鉄： 東西線⇒大手町駅 (T-09) | 東京都 | 千代田区 | 千代田区 |
| JT 02        | 新橋駅 山区  | 1.9               | 1.9          | ▲            | 東日本旅客鉄道： 山手線 (JY 29)・ 京浜東北線 (JK 24)・ 横須賀線 (JO 18) ・ 京葉線 (JE 01) 東京地下鉄： 銀座線 (G-08) 都営地下鉄： 浅草線 (A-10) ゆりかもめ： 東京臨海新交通臨海線 (U-01)                                                                         | 港区 | 港区 | | |
| JT 03        | 品川駅 山区  | 4.9               | 6.8          | ▲            | 東日本旅客鉄道： 山手線 (JY 25)・ 京浜東北線 (JK 20)・ 横須賀線 (JO 17) ・ 京葉線 (JE 01) 東海旅客鉄道： 東海道新幹線 京浜急行電鉄： 本線 (KK01) | 港区 | 港区 | | |
| JT 04        | 川崎駅 浜    | 11.4              | 18.2         | ▲            | 東日本旅客鉄道： 京浜東北線 (JK 16)・ 南武線 (JN 01) 京浜急行電鉄： 本線・大師線⇒京急川崎駅 (KK20) | 神奈川県 | 川崎市 川崎区 | 川崎市 川崎区 | |
| JT 05        | 横浜駅 浜    | 10.6              | 28.8         | ▲            | 東日本旅客鉄道： 京浜東北線・根岸線 (JK 12)・ 横須賀線 (JO 13)・ 湘南新宿ライン (JS 13)・ 横浜線 東急電鉄： 東横線 (TY21) 京浜急行電鉄： 本線 (KK37) 相模鉄道： 相鉄本線 (SO01) 横浜市営地下鉄： ブルーライン（3号線）(B20) 横浜高速鉄道： みなとみらい線 (MM01) | 神奈川県 | 横浜市 | 西区 | |
| JT 06        | 戸塚駅 浜    | 12.1              | 40.9         | ▲            | 東日本旅客鉄道： 横須賀線 (JO 10)・ 湘南新宿ライン (JS 10) 横浜市営地下鉄： ブルーライン（1号線）(B06) | 神奈川県 | 横浜市 | 戸塚区 | |
| JT 07        | 大船駅       | 5.6               | 46.5         | ▲            | 東日本旅客鉄道： 根岸線 (JK 01)・ 横須賀線 (JO 09)・ 湘南新宿ライン (JS 09) 湘南モノレール：■ 江の島線 (SMR1) | 神奈川県 | 鎌倉市 | 鎌倉市 | |
| 直通運転区間 | 直通運転区間 | 直通運転区間      | 直通運転区間 | 直通運転区間 | 大船駅から： 東海道線 熱海駅経由 東海道本線 沼津駅まで、 東海道線 熱海駅経由 伊東線 伊東駅まで直通運転 | 大船駅から： 東海道線 熱海駅経由 東海道本線 沼津駅まで、 東海道線 熱海駅経由 伊東線 伊東駅まで直通運転 | 大船駅から： 東海道線 熱海駅経由 東海道本線 沼津駅まで、 東海道線 熱海駅経由 伊東線 伊東駅まで直通運転               | 大船駅から： 東海道線 熱海駅経由 東海道本線 沼津駅まで、 東海道線 熱海駅経由 伊東線 伊東駅まで直通運転               | 大船駅から： 東海道線 熱海駅経由 東海道本線 沼津駅まで、 東海道線 熱海駅経由 伊東線 伊東駅まで直通運転               |

1. ↑  上野 - 赤羽間は尾久経由として表記。[ ]内は、運賃計算に用いる最短ルートの田端経由での営業キロ。
2. ↑  湘南新宿ラインは営業上品川駅を経由したものと扱われるため、通常の乗車券で赤羽駅で乗り換えて品川駅以西に向かえるのは新橋駅以北発着の場合に限られる。
3. ↑  湘南新宿ラインは営業上品川駅を経由したものと扱われるため、通常の乗車券で横浜駅で乗り換えて大崎駅以北に向かえるのは川崎駅以西発着の場合に限られる（鶴見駅 - 横浜駅間の重複乗車は認められるが、品川駅 - 鶴見駅間の重複乗車は認められない）。
4. ↑  大船駅は横浜市栄区にも敷地が掛かる。駅本屋所在地は鎌倉市。

- 東京駅 - 上野駅間が東北本線であるので、東京駅が起点駅である。
- 秋葉原駅については停車も検討されていたが、利用者数予測と費用（駅を設置した場合90億円余計に掛かる）の観点から、駅の設置は見送ることとなった[13]。

## 車両
すべて電車が使用される。普通・快速列車は品川寄りの10両基本編成（4号車と5号車はグリーン車）と上野寄りの5両付属編成を連結した15両編成で運転される（基本編成・付属編成ともトイレ付き。ただし、常磐線用のE231系松戸車はグリーン車・トイレなし）。

### 宇都宮線・高崎線 - 東海道線系統
E231系近郊タイプ（1000・3000・6000・8000番台など）
E233系3000番台
通称「湘南色」と呼ばれるオレンジと緑色（■■）の帯を配する。
また、E231系とE233系のほとんどが共通運用となっており両形式が併結する運用や国府津車両センター所属車と小山車両センター所属車が併結する運用もある。

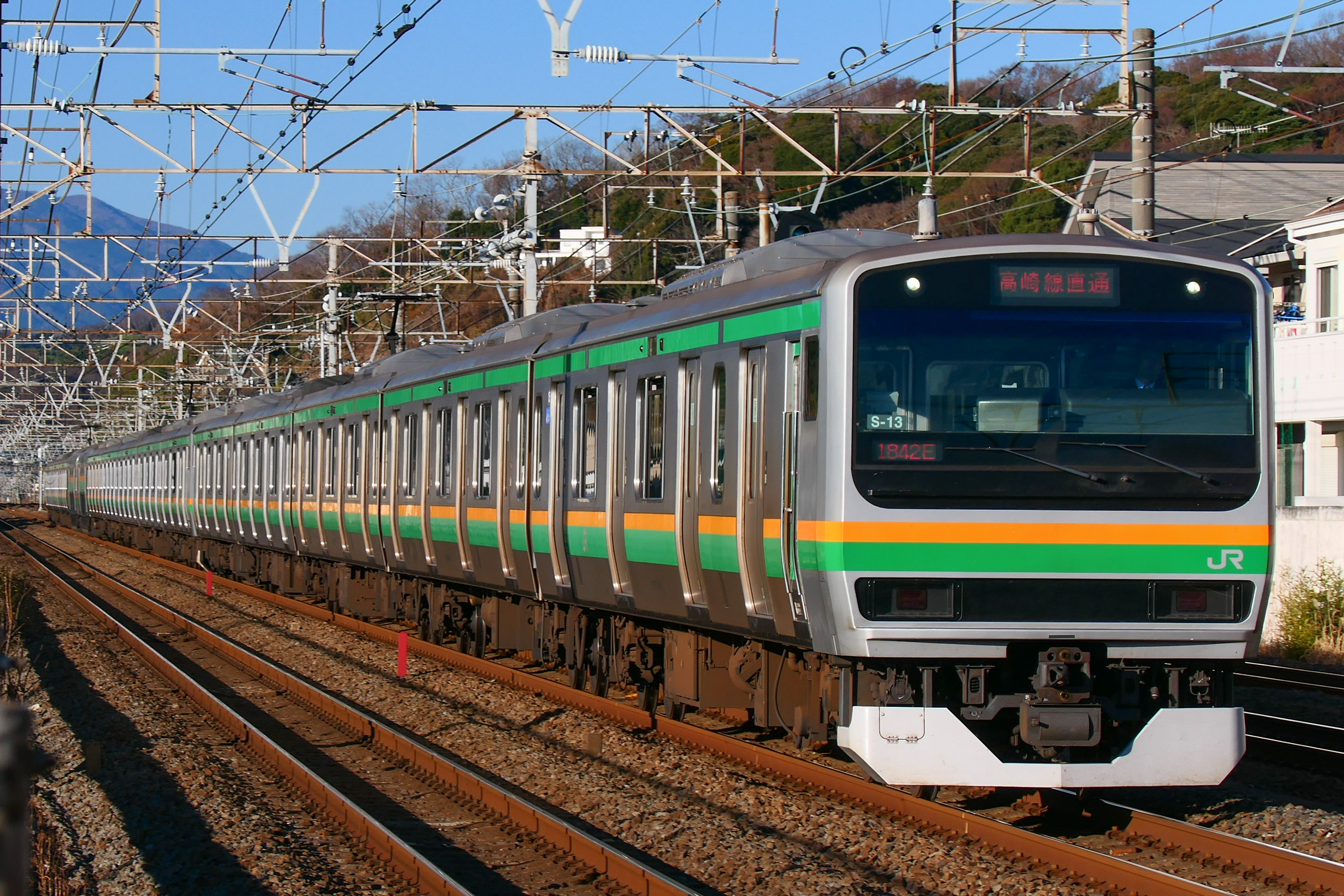
E231系1000番台
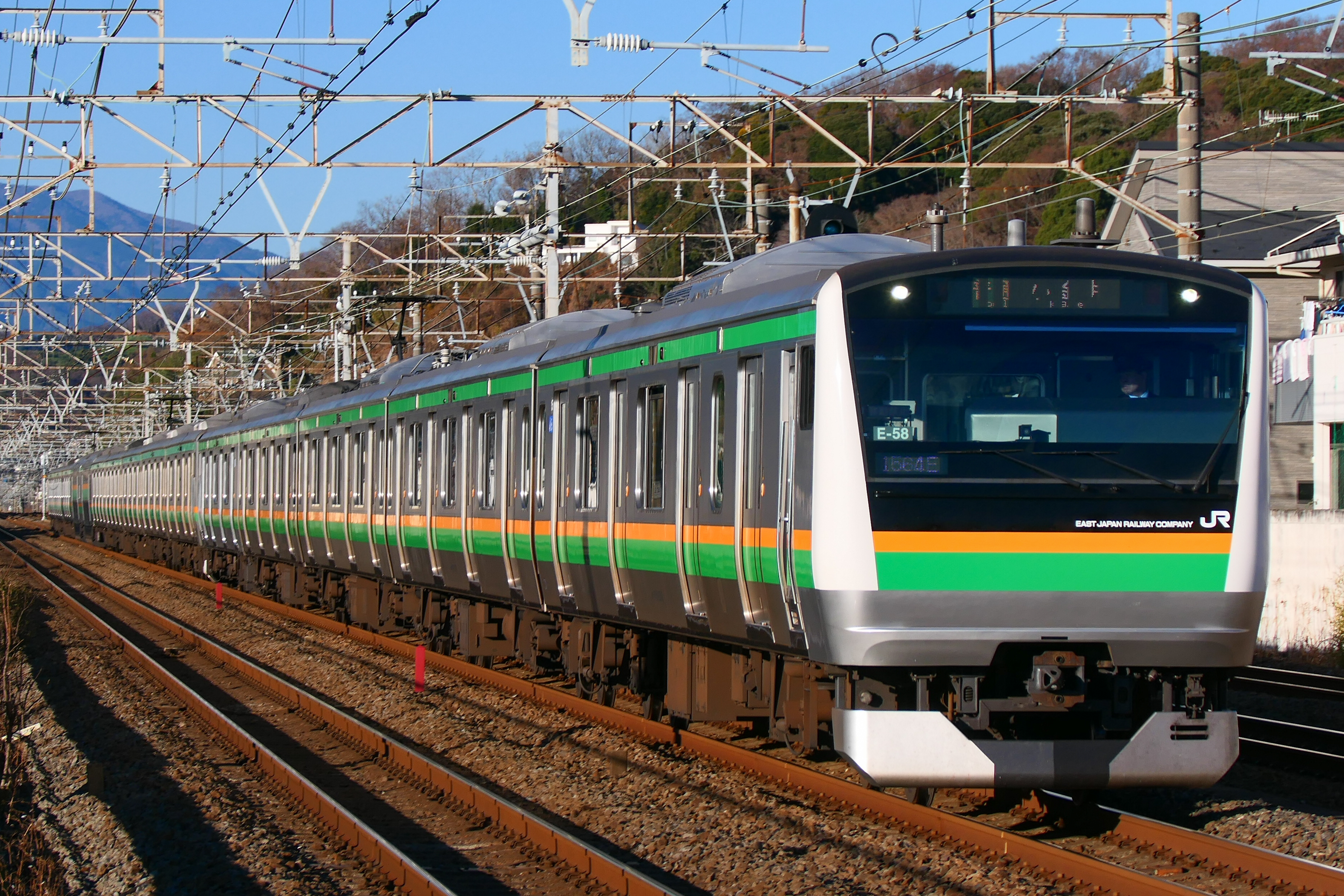
E233系3000番台
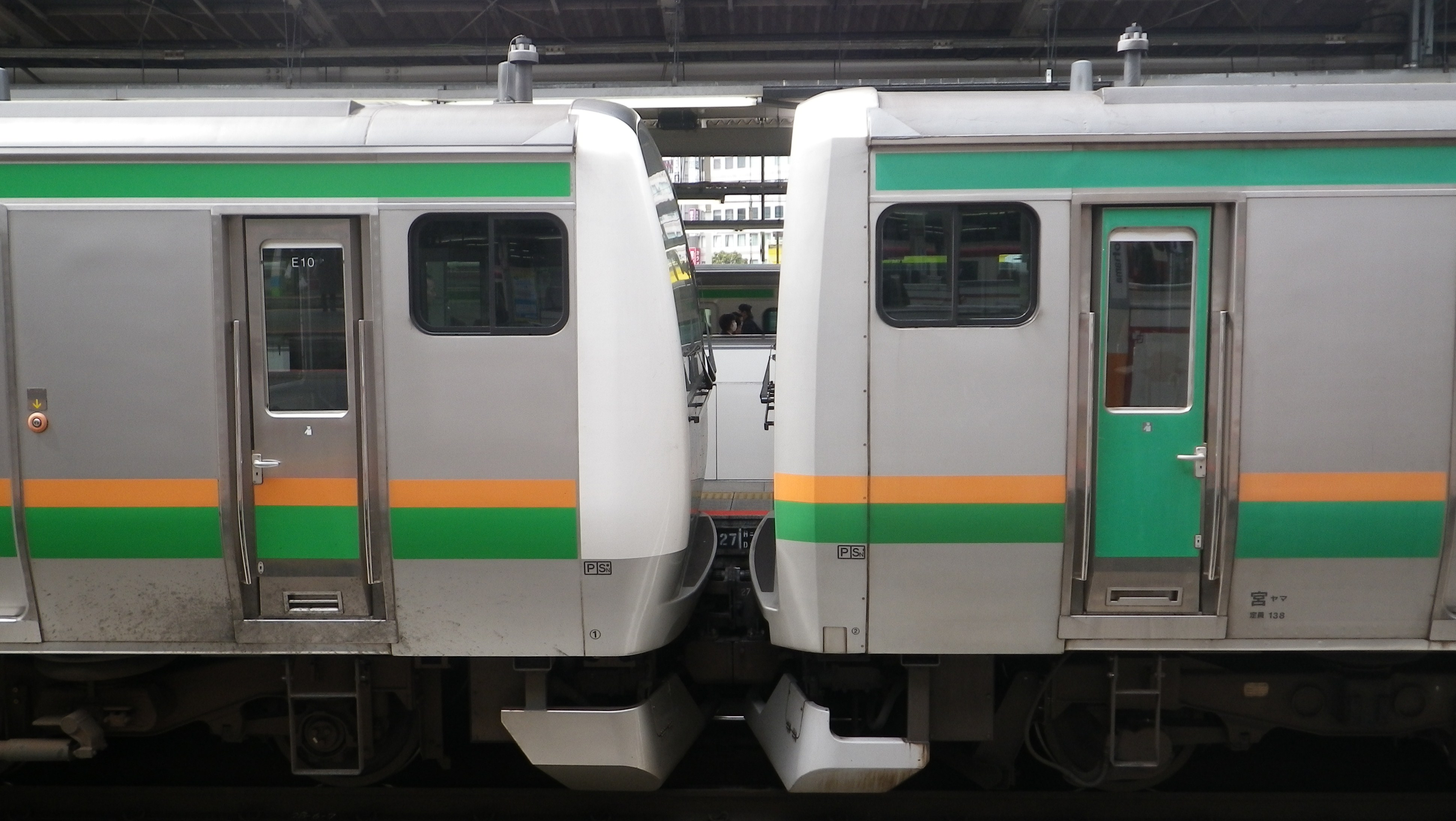
E231＋E233系の混結

### 常磐線系統
E231系0番台
直流一般形電車。取手・成田 - 上野・品川間運転の快速に使用。
E531系
交直両用一般形電車。特別快速および普通電車に使用。
E657系
交直両用特急形電車。特急「ひたち」・「ときわ」に使用される。

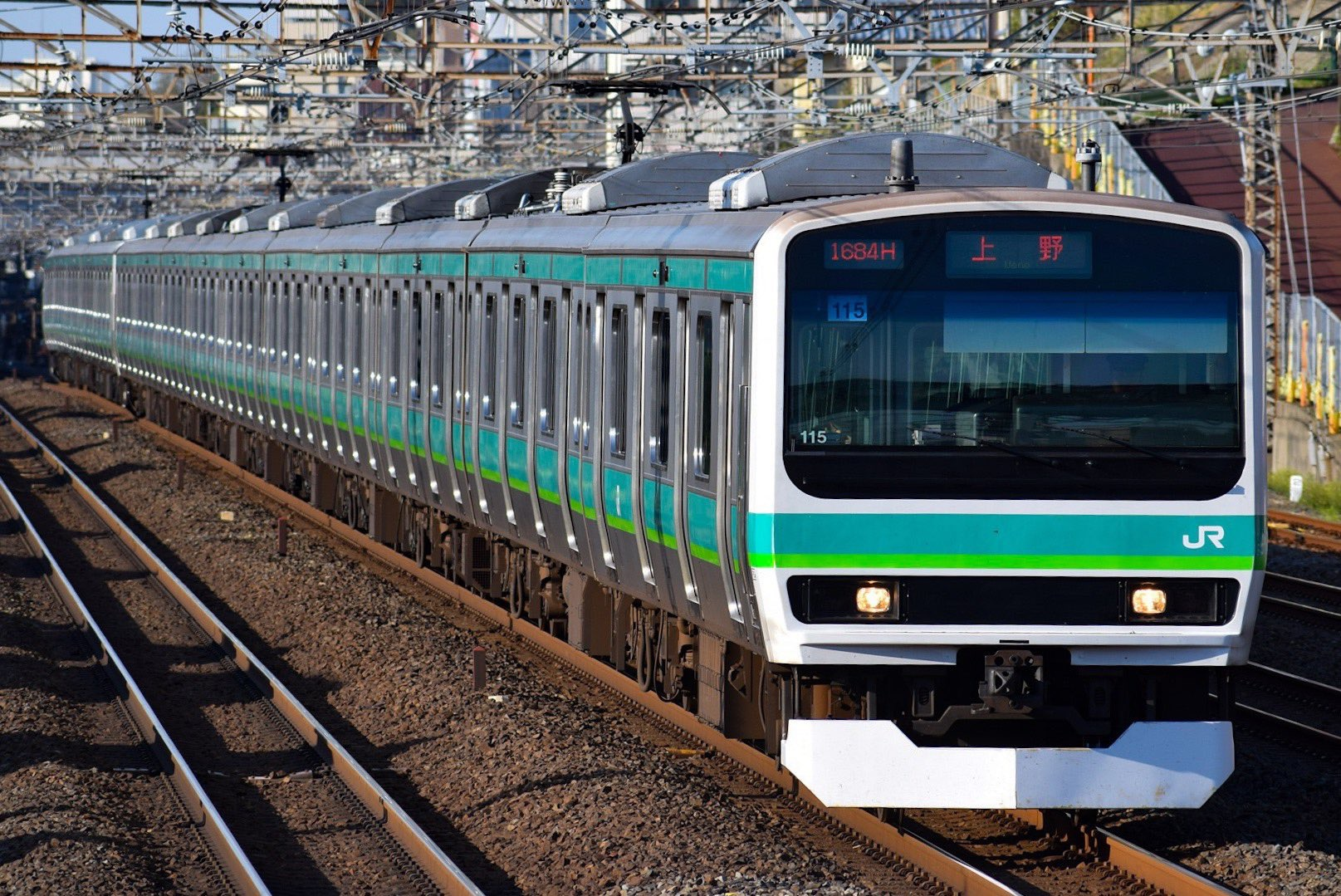
E231系0番台
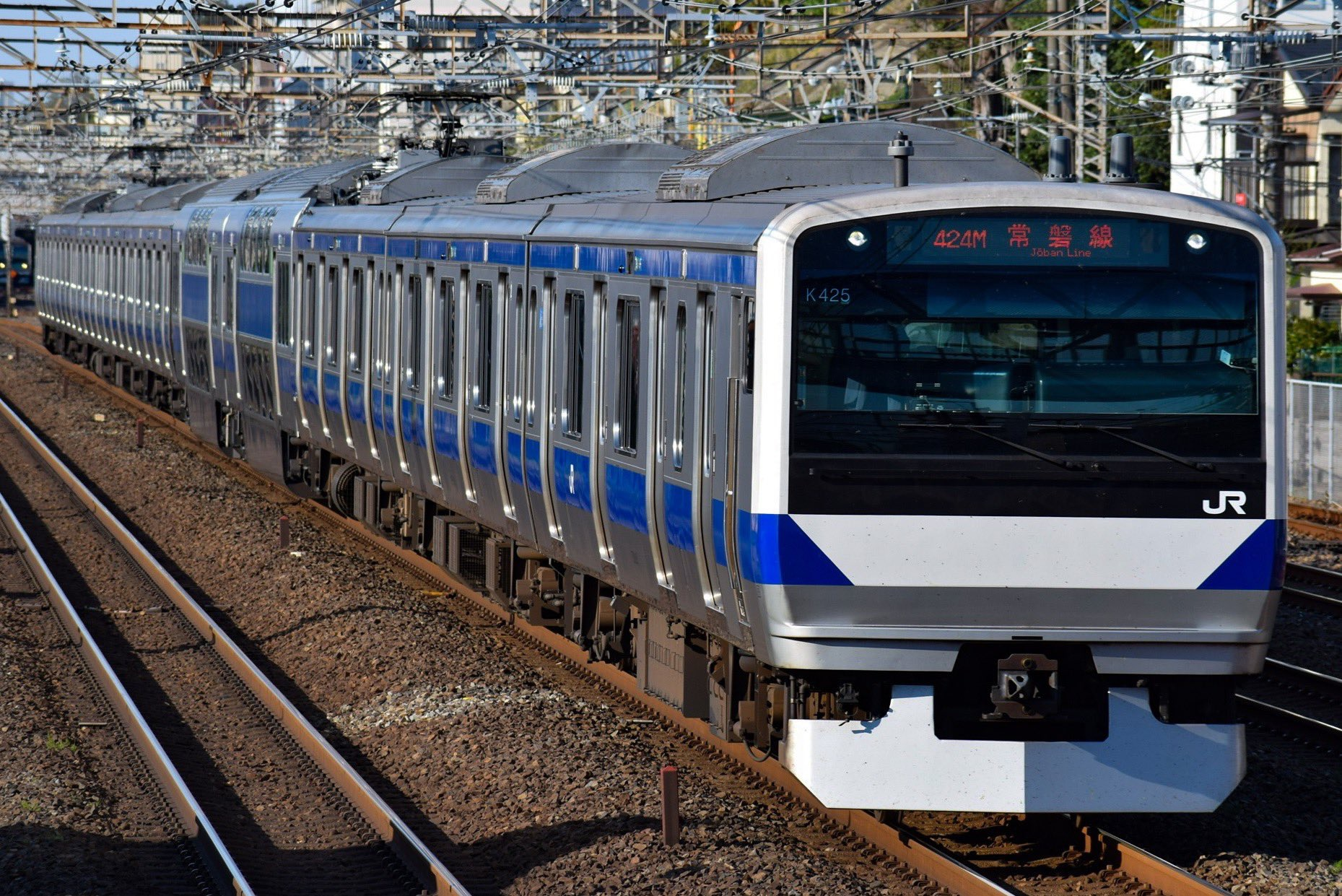
E531系
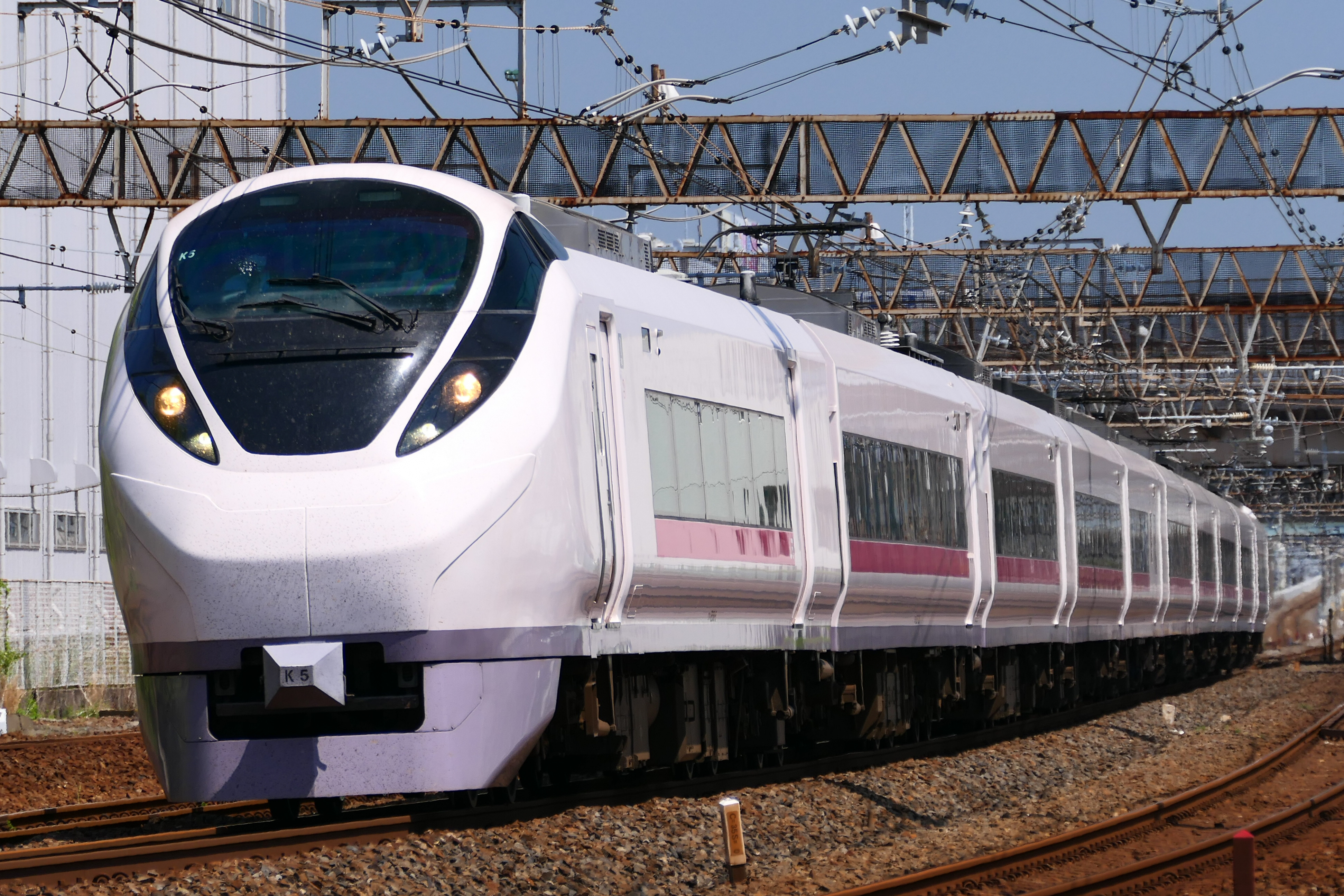
E657系

## 路線構造
ここでは、東北縦貫線計画によって建設された上野東京ライン専用区間である上野駅 - 東京駅間について解説する。
東北新幹線建設時に撤去された秋葉原駅 - 神田駅南側に新設した高架橋（新幹線上の重複部及びアプローチ部：合計約1.3km）と、その両側の工事開始前に使用されていた留置線とそこへの接続線東京駅 - 神田駅間（約0.9km）・秋葉原駅 - 上野駅間（約1.6km）の既存の高架橋上の線路を改良した合計3.8km（営業キロ3.6km）の高架構造となっている。

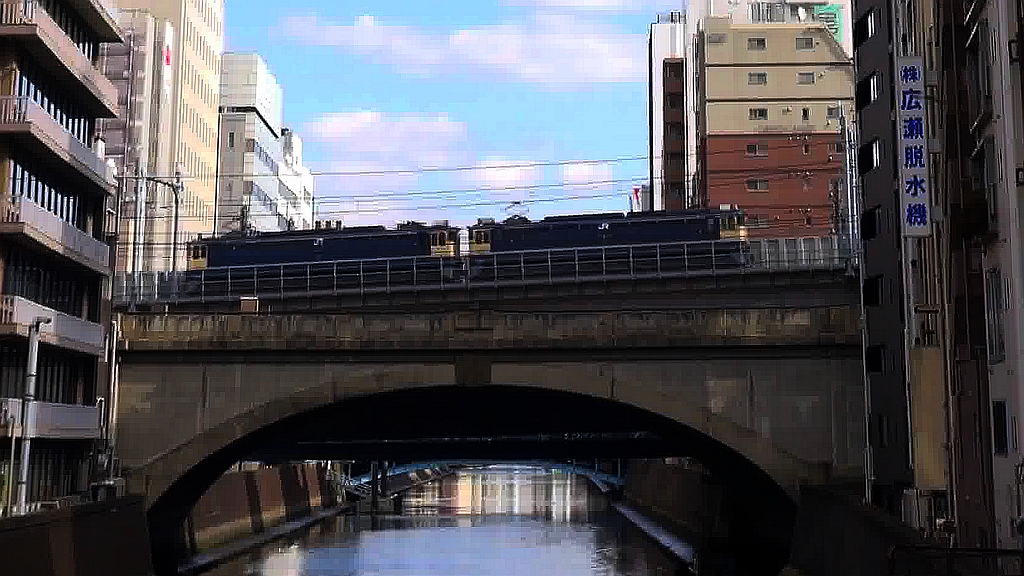
上野東京ラインを試験走行するEF65重連（2015年2月21日、秋葉原万世橋にて撮影）

- 高架橋の設計耐荷重：新設された高架橋の設計荷重（「活荷重」の列車荷重の項目参照）は電車や気動車のみを対象としたM荷重ではなく、電気機関車重連で貨物列車の走行を想定したEA荷重で最も強度があるEA-17荷重規格で建設が行われた。このことが分かるものとして神田駅北側で交差する中央通りに架かる「神田大通りこ線線路橋」に設計荷重の（EA-17）と記載された銘版がつけられている。また実際にこの活荷重を証明するため、2015年2月21日に電気機関車重連（EF65 1106と1107）による走行および勾配起動試験が実施された。
- アプローチ部の勾配：アプローチ部の勾配は東京方で34.48‰、上野方で34.25‰と鉄道に関する技術上の基準を定める省令の解釈基準[注釈 21]に定められている数値（35‰）[注釈 22]を僅かに下回るものとなっている[26][27]。これは東京方にある首都高速都心環状線と上野方にある総武線の高架橋を潜りつつ、神田駅付近では建築限界の大きい[注釈 23]新幹線の線路を跨ぐためである。

## 整備による主な効果
- 京浜東北線・山手線の上野駅 - 御徒町駅間の混雑率の緩和：2002年3月プレス発表当時の予想では、首都圏で最も混雑率の高い同区間の混雑率は、230%から180%以下となるとしていた[報道 3][28]。この推測数値は計画当初のものでその後変化しており、同路線の新型車両（E233系・E231系）の導入やD-ATCなどの整備効果で、2009年度に混雑率がワースト2になり[新聞 7]、2011年に混雑率は194%へ減少した[29]。開通直後2015年3月における混雑率は、日刊工業新聞の伝えるところによると170%となった[新聞 8]。混雑率が170%になったことは、2015年6月9日のJR東日本社長の記者会見でも発表され、さらに東海道線と宇都宮線・高崎線・常磐線の各線が直通運転する新線の朝ラッシュ時の乗客数は当初予想の約3万5000人を上回る約4万人となったことも発表をされた[新聞 9]。
- 直通運転による所要時間の短縮：全列車で要した「上野駅や東京駅での乗り換え」が不要になり、かつ上野東京ライン全線において途中駅がないため通過することにより、尾久駅および三河島駅以北 - 品川駅間で11分程度の所要時間短縮が期待される。また、東京駅や上野駅などでは、乗り換え客が少なくなることから、それらの駅の混雑緩和にもつながる。
- 首都圏を南北に結ぶ輸送ネットワークのさらなる強化：上野駅止まりであった3線と東京駅止まりであった東海道線の直通化によって、一部の列車で乗り換えが不要により、沿線地域の相互交流促進や北関東地域の活性化が期待される。
- 新規利用創出あるいは他社からの転移による増収・増益[30]：2013年3月期の決算説明会（2013年4月30日）にて東北縦貫線開業に関して「2015年3月期には東北縦貫線が完成し、上野駅での乗り換えなしに、宇都宮線、高崎線、常磐線のお客さまが東海道線に乗り入れられるようになります。10分以上の時間短縮効果に加えて混雑緩和も図れますので、新規のご利用をかなり創出できる、あるいは他社からの転移も相当見込んでいます」と説明された。開業後の収入実績は、開業直後の2015年3月期の決算説明会資料[31]において、2016年3月期の利益予想では上野東京ライン開業にともなう通期鉄道運輸収入増予想額が定期で＋10億円・定期外で＋10億円としていたが、2016年3月期第2四半期の中間決算発表会[32]における発表された半年の実績値として定期で＋15億円の実績があったこと、また下期の予想も＋15億円とすることが発表された。すなわち、定期収入の予想「＋10億円」が「＋30億円」になるとの見通しが修正された。なおこの発表では定期外の収入の実績および予想の修正に関しては言及されていない。2016年3月期の決算説明会（2016年4月28日）[33]では「上野東京ライン開業に関わる通期の増収は定期外で+35億円であったこと」及び、「定期の増収が全体で+42億円でありその要因について『高齢者や女性の雇用者数の増、上野東京ラインの効果が出ました。』」と説明された。このことは2016年4月27日の産経新聞において、「上野東京ラインの開通も40億円近い増収につながった。」と報道された[新聞 10]。開業1年の通期の収入増益は当所の予想である20億円増収（定期+10億円・定期外+10億円）に対しの2倍の+40億円と予想を大幅に上回る増収の達成がされた。
- 第12回 大都市交通センサス調査（平成27年実施）の分析結果における開業効果について ：国土交通省は2018年（平成30年）3月30日、第12回 大都市交通センサス調査を基にした詳細な分析の結果を発表した[34]。2010年の前回調査以降に開業した、JR東日本の上野東京ラインで客の流れがどう変わったかを観測。埼玉沿線地域から横浜・川崎への路線分担に関して、埼玉県から横浜・川崎へ利用する利用者の7割程度が湘南新宿ラインから上野東京ライン経由に変化していたと述べている。また、常磐線沿線の千葉県松戸市・柏市から東京都心の千代田・中央・港の3区に向かう利用者の1割強が上野東京ライン利用にシフトしていたと述べている。このことは交通新聞[新聞 11]にて報道された。なお、常磐線から千代田線へ利用する利用客が1割程度減り減少傾向となっていた。
- 東京駅や上野駅において、折り返し運転の一部省力化が期待される。
- 北関東から、リニア中央新幹線始発予定駅の品川駅、および休止中の東海道貨物線を活用する検討中の新線（羽田空港アクセス線）を介した東京国際空港（羽田空港）へのアクセス向上が期待される[新聞 12]。
- 開通前まで、品川駅でスイッチバックを行って新宿経由で運行されていた、日光への修学旅行集約臨時列車は、上野東京ライン経由に変更した。

## 計画当時の見込み

### 運行系統
上野駅止まりであった宇都宮線・高崎線・常磐線の一部の列車による東京駅までの乗り入れがまず想定されていた。また、今後の利用状況を勘案し品川駅折り返しや、品川駅以遠の東海道線との相互直通運転が想定されていた。また2013年12月9日付の毎日新聞では、「朝の通勤時間帯の運転本数は当初は1時間当たり15本、翌年からは最大20本にする方針」と運転本数に関しての情報も記載されていた。さらに2014年2月26日付の朝日新聞では「それぞれ何本乗り入れさせるか、JR東日本は『検討中で、まだ何も言えない』とする。ただ、同社の幹部は『乗客の利便性向上が最優先なので、3線の利用実績に基づいて割り振ることが基本的な考え方だ。利用実績は調査中』と話す。また、乗り入れた列車の多くは、乗降客が多く折り返し設備が整った品川で折り返し運転をする見込みだという」と報じていた（後述の通り、当初計画にあった、特に常磐線列車の東京駅折り返しは品川駅折り返しに計画が変更された）。
2014年8月1日、当時のJR東日本社長・冨田哲郎がBS11のインタビュー番組に出演し、「上野東京ラインで常磐線での上野での乗り換えが不要になる。東京駅、品川駅まで直通で入れる。乗り換えがないという心理的バリアがなくなることは、人の移動に大きな影響があるだろう。新しいルートをきっかけに新しい流動ができる。人の動きを活性化することが地域の経済を元気にする。東京メトロの副都心線が東急東横線、東武鉄道、西武鉄道と結びついて直通で運転されるようになった。すると埼玉県と神奈川県との間で新しい流動が生まれた。これが鉄道の新しい魅力だろう」と上野東京ラインについて説明を行った。
2014年10月30日に直通運転の概要が発表され、宇都宮線・高崎線が東海道線と相互直通運転、常磐線が品川駅まで（当初計画では東京駅までであったものを計画を変更して延長。後節を参照）の直通運転であると発表された。平日朝ラッシュピーク時（東京駅基準 8:00 - 9:00）の南行本数は、3路線それぞれ5本ずつ、計15本になるとされた。またその際に発表された概要は平日ベースのみであったが、「土休日については平日に準じた輸送体系となる予定」としていた。

### ラッシュ時の混雑緩和
本路線完成後、山手線と京浜東北線の混雑率は、「最大時で約230%から180%以下に緩和される」と予測されていたが、開業後2015年3月では170%となった。

### 京浜東北線・根岸線の代替路線（快速線）としての役割
宇都宮線および高崎線との直通後、本路線経由の普通列車の停車駅は、大宮駅 - さいたま新都心駅 - 浦和駅 - 赤羽駅 - 尾久駅 - 上野駅 - 東京駅 - 新橋駅 - 品川駅 - 川崎駅 - 横浜駅 - 戸塚駅 - 大船駅となり、当該区間で長区間利用の場合や、東京駅以南と上野駅以北を跨って利用する乗客の乗り換えが不要になる。これにより、並行する山手線や京浜東北線に対する速達列車の役割が期待され、相互区間利用時の所要時間短縮も見込まれている。なお、京浜東北線は上野東京ライン開業後は快速を神田駅・御徒町駅に停車させ（御徒町駅は休日ダイヤのみ停車）、上野駅 - 東京駅間は本路線が快速の役割を果たすことになる。
ただし、上野東京ライン直通先の各路線で運転見合わせなどダイヤに大幅な乱れが生じた場合は、ダイヤが正常に戻るまでの間、上野駅 - 東京駅（常磐線系統は上野駅 - 品川駅）間の運行が取り止められ（運行情報では「直通運転中止」と「宇都宮・高崎線が上野駅 - 東京駅間で区間運休」の扱い）、従来通り両駅から各方面への折り返し運転となるため、（全系統が直通運転を中止した場合）上野駅 - 東京駅間は、京浜東北線や山手線の利用が必要となる。

### 常磐線に関する計画
常磐線方面からの直通運転は、2002年のプレスリリースで「朝通勤時間帯については直通列車の混雑等を勘案し、宇都宮線・高崎線からの乗り入れを基本」とされており、それ以外の時間帯については言及されていなかった。2007年8月24日付けの読売新聞千葉版で、常磐線の本路線への乗り入れは「特急の一部のみ」の方針と記されるが、2008年のプレスリリースは「具体的な輸送計画については今後検討を進めてまいります」としていた。2012年の経営構想に関するプレスリリースには「常磐線をはじめ、宇都宮線や高崎線の東京駅及び東海道線方面への乗入れ」と微妙な記述の変化があった。2014年5月18日付けの茨城新聞では、「上野東京ラインに3線すべての列車が乗り入れることは物理的に困難で、今後の振り分け本数も注目される。また茨城新聞の取材に対し、国土交通省幹部は『利用実績で割り振るのが基本だが、北関東から南関東へ抜ける湘南新宿ラインのような路線がないこともあり、常磐線はかなりの本数が入るだろう』と見通しを明かす」と報じた。
しかし、上野東京ライン下り線と常磐線下り線との間では上野東京ライン上り線（東京方面）を横切る平面交差が生じ、運行上のボトルネックとなる可能性があるほか、車両の特殊性（中距離列車が交直流電車であることと、快速電車にグリーン車とトイレがないこと）などから、運用が限定される可能性も指摘されていた。これらのネックは、開業時の概要や改正ダイヤの発表において言及されていた。
その後、品川駅の2面ある臨時ホームを上野東京ラインの折り返し用に転用する計画に変更し、これによる同駅の配線変更工事を2014年までに完了した。これにより折り返し線に余裕が生じる見込みとなったことから、上野東京ラインに乗り入れる常磐線列車は当初予定していた東京駅折り返しから品川駅折り返しに延長し、また昼間の特急列車と中距離列車のみの予定から終日乗り入れにそれぞれ計画を変更し、さらに当初の運行計画には盛り込まれていなかった快速電車（取手駅以南および成田線我孫子支線経由で成田駅折り返し）の乗り入れを運行計画に追加した。
前述の通り、2014年10月30日に直通運転の概要が、同年12月19日には開業時の運転形態が発表された。常磐線は朝通勤ラッシュピーク時間帯（東京駅基準8時台）以降の一部列車が品川駅までの直通運転を行う。朝ラッシュ時間帯（東京駅8時 - 9時）は快速電車のみ5本が品川行きとなる（これは同時間帯に5本ずつ東海道線に直通する宇都宮線・高崎線と同数）。品川発の折り返し電車は運転しない。それ以降は、日中は特急列車全列車、特別快速全列車と普通列車の一部列車、夕・夜間は特急列車は「ひたち」と一部の下り「ときわ」、快速電車の一部が品川駅まで直通となり、全時間帯・全列車品川駅以南には直通しない。宇都宮・高崎線の多くの列車が湘南新宿ライン、上野東京ラインの2ルートで横浜・湘南方面へ直通するのに対し常磐線からの直通が少なく、品川止まりのため、沿線住民や自治体から横浜・湘南方面への直通列車設定の要望が大きい（これを実現させるため茨城県などが「常磐線東京駅・横浜駅乗り入れ推進協議会」を結成し協議が行われている）。

### 品川車両基地について
2002年に事業を公表したJR東日本のプレスリリース内には「車両留置箇所の見直しによる車両基地用地の有効活用」との記載および別紙として『品川車両基地の現状』 (PDF) との資料を添付している。この中で品川車両留置基地の発表当時における車両留置面積及び「一部用地の生み出し」の記述がされており、田町車両センター（現：東京総合車両センター田町センター）など品川駅北側の車両基地の再編を想定していることがわかる。また、一部報道でも再編後に過半数におよぶ十数ヘクタールの敷地が開発可能と報じている。
前記開発に伴い、"山手線・京浜東北線の線路を整地したエリアの東側に移設した上で、移設区間の泉岳寺駅近辺に新駅を設ける計画"と2012年1月4日あるいは5日に報道された。これによれば15ヘクタールある同用地は2011年12月に国から国際戦略総合特区に指定され、新駅は東京都・港区・JR東日本などで組織する検討委員会において話し合いが進行中で、上野東京ライン開業後（2014年度）の着工見通しで、開業時期は早くて2020年頃とも報じられている。
2016年9月6日に新駅の詳細が発表され、2020年3月14日に高輪ゲートウェイ駅として暫定開業した。高輪ゲートウェイ駅を足がかりにし、「TAKANAWA GATEWAY CITY」と名付けられて開発が進行、2025年に街開きを予定している。

### 羽田空港乗り入れ構想
JR東日本社長・冨田哲郎は、2014年1月の産経新聞の取材に対し、JR東日本が検討を進めている東京都心部から東京国際空港（羽田空港）へのアクセス路線が実現した場合、東北縦貫線（上野東京ライン）と接続して直接乗り入れ可能にする方針であると明らかにした。これによれば、一部休止中の東海道貨物線（大汐線）を活用し、田町駅から東京湾岸の区間を旅客化した上で新線を建設して羽田空港に乗り入れる形となり、宇都宮線・高崎線・常磐線から上野東京ライン・東海道線を経由して直接羽田空港に行くことができ、北関東からの空港連絡鉄道として活用可能になるとしている。
羽田空港アクセスは、JR東日本グループでも浜松町駅からの東京モノレール羽田空港線があるが、浜松町駅には上野東京ライン・東海道線は停車しないため、皮肉なことに上野東京ラインの開業は品川駅に直結することで、競合他社路線である京浜急行電鉄（本線 - 空港線）への乗り換え利便性の向上に利することとなった。京急でも、これを見込んで「京急乗って即、羽田!」のキャッチコピーを掲げて、埼玉県や千葉県の上野東京ライン直通各線の沿線や、私鉄線を中心に広告を出している。

### 相模鉄道（神奈川東部方面線）直通案
南側からは神奈川東部方面線を経由して相模鉄道の列車を乗り入れさせる案もあり、2016年9月には横浜市長の林文子（当時）らが神奈川東部方面線・相模鉄道から直通する列車に対しての同線への乗り入れの具体的な検討を相鉄とJR東日本に対して要請する考えを示した。ただし、この場合、現状の配線では鶴見駅北方または品川駅南方で平面交差となるため、頻繁に運転する場合は鶴見駅または品川駅構内および両駅の構内付近に東海道本線と品鶴線との立体交差での連絡線が必要となる（ただし、上野駅で上野東京ラインの宇都宮線・高崎線方面と常磐線方面が頻繁に平面交差しているため、不可能ではない）。また鶴見駅での転線の場合、上野東京ライン方面に直通する列車は川崎駅経由での運転となる。
しかし、その後2018年12月11日に開催された横浜市会の中で、接続する横須賀線などの運行が高頻度であることや、路線の設備上、多方面へ向かう運行本数の確保が困難であることを理由に、JR東日本としては、運行開始時点では、渋谷・新宿方面の列車および車両運用上の理由から新宿から埼京線・川越線への直通列車（一部、原則JR東日本側のE233系7000番台のみ）のみを設定し、品川・東京および上野東京ライン方面への列車設定はしないこととした。
なお、相鉄のJR直通対応車両（12000系）は10両編成直流専用仕様であり、かつグリーン車やトイレが設置されていないため、東京方面へ乗り入れる場合、宇都宮・高崎線や常磐線取手駅以北への遠距離直通運転は、利便性を大きく低下させることになる（交流の常磐線取手以北は物理的にも乗入不可能。同一条件で乗り入れられるのはE231系通勤仕様で運用している常磐快速線・成田線我孫子支線のみ）。

## 各種意見

### 賛成意見

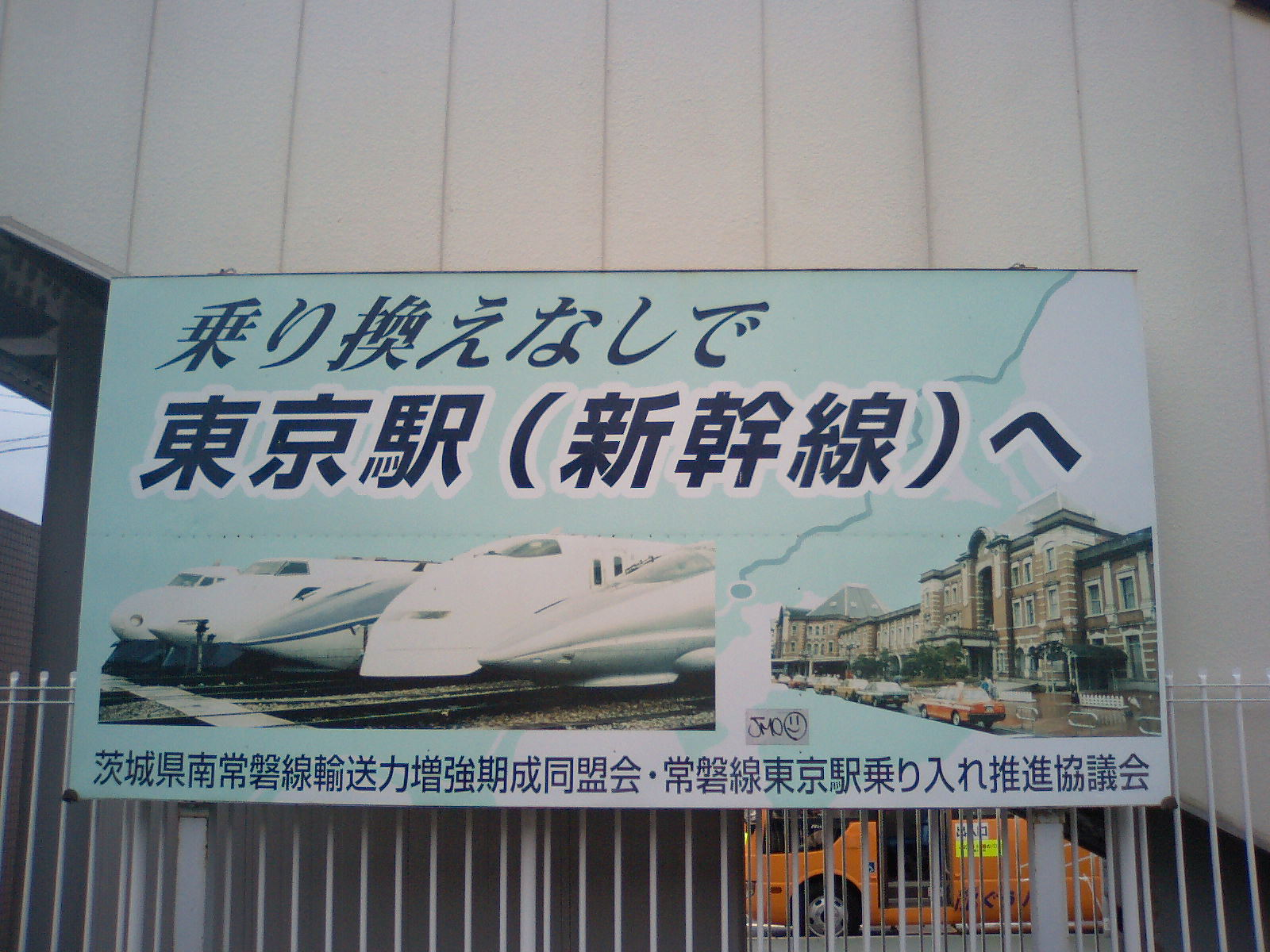
東北縦貫線の早期実現を要望する看板。現在は、全列車東京駅乗り入れを要望する内容の看板に取り換えられている（2007年8月29日、佐貫駅（現：龍ケ崎市駅）にて撮影）

埼玉県は、県内から宇都宮線や高崎線で上野駅へ出て山手線や京浜東北線、地下鉄銀座線、日比谷線に乗り換え東京方面へ通勤・通学する者が多く、県はこの計画を評価しており、計画が遅れていることから、2006年11月に早期開業を求める要望書を提出している。常磐線は、沿線の千葉県や茨城県などの自治体（常磐線輸送力整備・新線建設促進期成同盟を参照）がそれぞれ期成同盟会を結成し、常磐線の東京駅乗り入れを推進している。

#### 賛成自治体・団体
- 埼玉県
- 埼玉県議会
  - 埼玉県議会東北線・高崎線の輸送力増強及び東京駅乗り入れ早期実現促進議員連盟
- JR宇都宮線整備促進連絡協議会
  - さいたま市・蓮田市・白岡市・久喜市
- 高崎線輸送力増強推進協議会
  - 上尾市・桶川市・北本市・鴻巣市・行田市・熊谷市・深谷市・本庄市・上里町 他
- 千葉県
- 社団法人千葉県経済協議会
- 常磐線輸送力整備・新線建設促進期成同盟
- 千葉県JR線複線化等促進期成同盟（県内54市町村）
- 成田線複線化推進期成会 (PDF)
- 茨城県
- 茨城県南常磐線輸送力増強期成同盟会
  - 土浦市・牛久市・龍ケ崎市・取手市（旧・藤代町）・つくば市（旧・茎崎町）・阿見町
- 茨城県常磐線整備促進期成同盟会
  - 茨城県・水戸市・日立市・土浦市・石岡市・龍ケ崎市・常総市・高萩市、北茨城市・笠間市・取手市・牛久市・つくば市・ひたちなか市・守谷市・かすみがうら市・つくばみらい市・小美玉市・東海村・阿見町・利根町
- 茨城県南市議会議長会
- 常磐線東京駅・横浜駅乗り入れ推進協議会

### 反対意見
計画発表当初より、一部住民などから建設反対意見が挙がっている。
JR東日本との対話も行われたが、納得できなかった住民が、2007年（平成19年）8月1日に、建設差し止めを求めて東京地方裁判所に提訴。裁判は5年以上に亘って続けられたが、2012年（平成24年）9月24日に判決が言い渡され、ほぼ全面的にJR東日本の主張を認める形で、原告の請求は棄却され、住民側は控訴する方針であるとされたものの、その後の動向は伝えられないまま開業を迎えた。
同住民らは、縦貫線を二層高架ではなく地下化する希望的提案をしていた（なお、これに関してJR東日本は、提訴される前から住民説明会で質問された際に新線を通す地下のスペースの取得、高架より割高になる費用の確保、地下を通すと横須賀線直通となるために同線及び相互直通運転を行っている総武快速線の現在の運行本数維持の3点が困難であることを理由に拒否していた）。

#### 反対意見者
- 千代田区（神田地域）の一部住民・勤務者
- 台東区の一部住民・勤務者

### 反対意見に対する事業者側の見解
騒音、振動問題
最新技術及び建設機械、低騒音及び低振動の工法・機械を採用し、敷地境界付近には仮囲いを設置する。長時間連続する作業を避ける。建設作業騒音及び建設作業振動は基準以下である。防音壁、ロングレール、レールの重量化及び弾性バラスト軌道、バラストマットの採用、レール研磨、車輪及び車両の整備。
日照権
防音壁に透光板を採用する。住居地域及び近隣商業地域に定められている日影の基準を満たす。
安全性
地質調査を行った上で設計し、兵庫県南部地震（阪神・淡路大震災）クラスの大地震に対しても耐えられる構造物としている。
※評価書案について提出された主な意見及びそれらについての事業者の見解 - ウェイバックマシン（2020年2月12日アーカイブ分）

### 懸念の声
『東京新聞』2015年5月26日朝刊発言欄に掲載された投書では「東京駅や上野駅が途中駅になったため、それらの駅からの着席乗車が行えなくなった」「宇都宮駅から東京方面に行く場合、乗り過ごすと横浜駅を越えて熱海駅まで行ってしまうことも考えられる。神奈川県民には馴染みのない、『籠原』や『高萩』などの北関東の駅名を聞いても、どこの県の駅かわからない地名も多い」「東海道線で事故が発生すると、その先の宇都宮線や高崎線も完全にストップし、全線でダイヤが乱れることになる。ラッシュ時の東海道線の電車が15両編成から10両編成に短縮され、混雑に悩まされる乗客のニュースも聞いた」などの課題点が挙がった。その上で、この投書では「東海道線で事故が発生した場合など、緊急時には大宮発着や東京折り返しでの宇都宮線・高崎線を臨時で運転するなどの柔軟な対応を求めたい」「直通運転の事故時に別の運転ダイヤを編成しても差し支えないような運転システムを構築してもらいたい」という意見が表明されている。